# Llista d'asteroides (231001-232000)
Llista d'asteroides del 231.001 al 232.000, amb data de descoberta i descobridor. És un fragment de la llista d'asteroides completa. Als asteroides se'ls dona un número quan es confirma la seva òrbita, per tant apareixen llistats aproximadament segons la data de descobriment.

## 231001-231100
| Nom    | Designació provisional | Data de descobriment   | Lloc de descobriment | Descobridor/s        |
| ------ | ---------------------- | ---------------------- | -------------------- | -------------------- |
| 231001 | 2005 EV5               | 1 de març de 2005      | Kitt Peak            | Spacewatch           |
| 231002 | 2005 ED10              | 2 de març de 2005      | Kitt Peak            | Spacewatch           |
| 231003 | 2005 EJ15              | 3 de març de 2005      | Kitt Peak            | Spacewatch           |
| 231004 | 2005 EK21              | 3 de març de 2005      | Catalina             | CSS                  |
| 231005 | 2005 EU22              | 3 de març de 2005      | Catalina             | CSS                  |
| 231006 | 2005 EE24              | 3 de març de 2005      | Catalina             | CSS                  |
| 231007 | 2005 EU33              | 4 de març de 2005      | Catalina             | CSS                  |
| 231008 | 2005 EP36              | 4 de març de 2005      | Catalina             | CSS                  |
| 231009 | 2005 ES40              | 1 de març de 2005      | Kitt Peak            | Spacewatch           |
| 231010 | 2005 ET41              | 1 de març de 2005      | Kitt Peak            | Spacewatch           |
| 231011 | 2005 EJ47              | 3 de març de 2005      | Kitt Peak            | Spacewatch           |
| 231012 | 2005 ED61              | 4 de març de 2005      | Catalina             | CSS                  |
| 231013 | 2005 EV64              | 4 de març de 2005      | Socorro              | LINEAR               |
| 231014 | 2005 EF68              | 7 de març de 2005      | Socorro              | LINEAR               |
| 231015 | 2005 EN72              | 2 de març de 2005      | Catalina             | CSS                  |
| 231016 | 2005 EQ72              | 2 de març de 2005      | Catalina             | CSS                  |
| 231017 | 2005 EH80              | 3 de març de 2005      | Catalina             | CSS                  |
| 231018 | 2005 ER85              | 4 de març de 2005      | Socorro              | LINEAR               |
| 231019 | 2005 EP86              | 4 de març de 2005      | Socorro              | LINEAR               |
| 231020 | 2005 EW100             | 3 de març de 2005      | Catalina             | CSS                  |
| 231021 | 2005 EZ101             | 3 de març de 2005      | Catalina             | CSS                  |
| 231022 | 2005 EW131             | 9 de març de 2005      | Anderson Mesa        | LONEOS               |
| 231023 | 2005 EP138             | 9 de març de 2005      | Socorro              | LINEAR               |
| 231024 | 2005 EM149             | 10 de març de 2005     | Kitt Peak            | Spacewatch           |
| 231025 | 2005 EU152             | 10 de març de 2005     | Kitt Peak            | Spacewatch           |
| 231026 | 2005 EN189             | 11 de març de 2005     | Mount Lemmon         | Mt. Lemmon Survey    |
| 231027 | 2005 EZ196             | 11 de març de 2005     | Anderson Mesa        | LONEOS               |
| 231028 | 2005 EZ215             | 8 de març de 2005      | Anderson Mesa        | LONEOS               |
| 231029 | 2005 ET221             | 12 de març de 2005     | Socorro              | LINEAR               |
| 231030 | 2005 EQ223             | 12 de març de 2005     | Kitt Peak            | Spacewatch           |
| 231031 | 2005 EM225             | 9 de març de 2005      | Catalina             | CSS                  |
| 231032 | 2005 EL226             | 9 de març de 2005      | Catalina             | CSS                  |
| 231033 | 2005 EH238             | 11 de març de 2005     | Kitt Peak            | Spacewatch           |
| 231034 | 2005 EG253             | 10 de març de 2005     | Siding Spring        | Siding Spring Survey |
| 231035 | 2005 EW253             | 11 de març de 2005     | Mount Lemmon         | Mt. Lemmon Survey    |
| 231036 | 2005 EY266             | 13 de març de 2005     | Kitt Peak            | Spacewatch           |
| 231037 | 2005 ER275             | 8 de març de 2005      | Kitt Peak            | Spacewatch           |
| 231038 | 2005 EJ279             | 9 de març de 2005      | Socorro              | LINEAR               |
| 231039 | 2005 EL280             | 10 de març de 2005     | Catalina             | CSS                  |
| 231040 | 2005 EX282             | 10 de març de 2005     | Moletai              | Moletai              |
| 231041 | 2005 EB291             | 10 de març de 2005     | Catalina             | CSS                  |
| 231042 | 2005 EF296             | 9 de març de 2005      | Kitt Peak            | M. W. Buie           |
| 231043 | 2005 FV6               | 30 de març de 2005     | Catalina             | CSS                  |
| 231044 | 2005 GG2               | 1 d'abril de 2005      | Catalina             | CSS                  |
| 231045 | 2005 GJ4               | 1 d'abril de 2005      | Kitt Peak            | Spacewatch           |
| 231046 | 2005 GZ29              | 4 d'abril de 2005      | Catalina             | CSS                  |
| 231047 | 2005 GM31              | 4 d'abril de 2005      | Catalina             | CSS                  |
| 231048 | 2005 GT34              | 1 d'abril de 2005      | Anderson Mesa        | LONEOS               |
| 231049 | 2005 GP43              | 5 d'abril de 2005      | Palomar              | NEAT                 |
| 231050 | 2005 GH47              | 5 d'abril de 2005      | Mount Lemmon         | Mt. Lemmon Survey    |
| 231051 | 2005 GW60              | 8 d'abril de 2005      | Lulin                | Lulin                |
| 231052 | 2005 GV68              | 2 d'abril de 2005      | Catalina             | CSS                  |
| 231053 | 2005 GT119             | 11 d'abril de 2005     | Kitt Peak            | Spacewatch           |
| 231054 | 2005 GN220             | 5 d'abril de 2005      | Palomar              | NEAT                 |
| 231055 | 2005 GE222             | 9 d'abril de 2005      | Kitt Peak            | Spacewatch           |
| 231056 | 2005 JG63              | 3 de maig de 2005      | Kitt Peak            | Deep Lens Survey     |
| 231057 | 2005 JG167             | 12 de maig de 2005     | Catalina             | CSS                  |
| 231058 | 2005 LJ34              | 10 de juny de 2005     | Kitt Peak            | Spacewatch           |
| 231059 | 2005 NP7               | 5 de juliol de 2005    | Junk Bond            | D. Healy             |
| 231060 | 2005 NM46              | 5 de juliol de 2005    | Mount Lemmon         | Mt. Lemmon Survey    |
| 231061 | 2005 NF67              | 2 de juliol de 2005    | Catalina             | CSS                  |
| 231062 | 2005 OY5               | 28 de juliol de 2005   | Palomar              | NEAT                 |
| 231063 | 2005 OC19              | 31 de juliol de 2005   | Palomar              | NEAT                 |
| 231064 | 2005 OF19              | 31 de juliol de 2005   | Palomar              | NEAT                 |
| 231065 | 2005 OG28              | 30 de juliol de 2005   | Palomar              | NEAT                 |
| 231066 | 2005 OR28              | 31 de juliol de 2005   | Palomar              | NEAT                 |
| 231067 | 2005 PD1               | 1 d'agost de 2005      | Siding Spring        | Siding Spring Survey |
| 231068 | 2005 PQ15              | 4 d'agost de 2005      | Palomar              | NEAT                 |
| 231069 | 2005 QN9               | 25 d'agost de 2005     | Palomar              | NEAT                 |
| 231070 | 2005 QN19              | 25 d'agost de 2005     | Campo Imperatore     | CINEOS               |
| 231071 | 2005 QG22              | 27 d'agost de 2005     | Kitt Peak            | Spacewatch           |
| 231072 | 2005 QK23              | 27 d'agost de 2005     | Anderson Mesa        | LONEOS               |
| 231073 | 2005 QD37              | 25 d'agost de 2005     | Palomar              | NEAT                 |
| 231074 | 2005 QQ46              | 26 d'agost de 2005     | Haleakala            | NEAT                 |
| 231075 | 2005 QD50              | 26 d'agost de 2005     | Palomar              | NEAT                 |
| 231076 | 2005 QJ50              | 26 d'agost de 2005     | Palomar              | NEAT                 |
| 231077 | 2005 QS50              | 26 d'agost de 2005     | Palomar              | NEAT                 |
| 231078 | 2005 QS51              | 27 d'agost de 2005     | Anderson Mesa        | LONEOS               |
| 231079 | 2005 QY70              | 29 d'agost de 2005     | Socorro              | LINEAR               |
| 231080 | 2005 QN80              | 28 d'agost de 2005     | Anderson Mesa        | LONEOS               |
| 231081 | 2005 QT82              | 29 d'agost de 2005     | Anderson Mesa        | LONEOS               |
| 231082 | 2005 QK96              | 27 d'agost de 2005     | Palomar              | NEAT                 |
| 231083 | 2005 QW113             | 27 d'agost de 2005     | Palomar              | NEAT                 |
| 231084 | 2005 QJ165             | 31 d'agost de 2005     | Palomar              | NEAT                 |
| 231085 | 2005 QX170             | 29 d'agost de 2005     | Palomar              | NEAT                 |
| 231086 | 2005 QA178             | 31 d'agost de 2005     | Palomar              | NEAT                 |
| 231087 | 2005 QO180             | 28 d'agost de 2005     | Kitt Peak            | Spacewatch           |
| 231088 | 2005 RM8               | 8 de setembre de 2005  | Socorro              | LINEAR               |
| 231089 | 2005 RZ10              | 10 de setembre de 2005 | Anderson Mesa        | LONEOS               |
| 231090 | 2005 RJ11              | 10 de setembre de 2005 | Anderson Mesa        | LONEOS               |
| 231091 | 2005 RQ14              | 1 de setembre de 2005  | Kitt Peak            | Spacewatch           |
| 231092 | 2005 RB29              | 12 de setembre de 2005 | Haleakala            | NEAT                 |
| 231093 | 2005 RL31              | 12 de setembre de 2005 | Haleakala            | NEAT                 |
| 231094 | 2005 SO10              | 26 de setembre de 2005 | Catalina             | CSS                  |
| 231095 | 2005 SK22              | 23 de setembre de 2005 | Kitt Peak            | Spacewatch           |
| 231096 | 2005 SN23              | 23 de setembre de 2005 | Catalina             | CSS                  |
| 231097 | 2005 SB25              | 25 de setembre de 2005 | Catalina             | CSS                  |
| 231098 | 2005 SW26              | 23 de setembre de 2005 | Kitt Peak            | Spacewatch           |
| 231099 | 2005 SQ31              | 23 de setembre de 2005 | Kitt Peak            | Spacewatch           |
| 231100 | 2005 SF41              | 24 de setembre de 2005 | Kitt Peak            | Spacewatch           |

## 231101-231200
| Nom    | Designació provisional | Data de descobriment   | Lloc de descobriment | Descobridor/s     |
| ------ | ---------------------- | ---------------------- | -------------------- | ----------------- |
| 231101 | 2005 SV50              | 24 de setembre de 2005 | Kitt Peak            | Spacewatch        |
| 231102 | 2005 SZ69              | 27 de setembre de 2005 | Palomar              | NEAT              |
| 231103 | 2005 SM70              | 28 de setembre de 2005 | Socorro              | LINEAR            |
| 231104 | 2005 SF101             | 25 de setembre de 2005 | Kitt Peak            | Spacewatch        |
| 231105 | 2005 SA102             | 25 de setembre de 2005 | Kitt Peak            | Spacewatch        |
| 231106 | 2005 SZ116             | 28 de setembre de 2005 | Palomar              | NEAT              |
| 231107 | 2005 SO117             | 28 de setembre de 2005 | Palomar              | NEAT              |
| 231108 | 2005 SR124             | 29 de setembre de 2005 | Kitt Peak            | Spacewatch        |
| 231109 | 2005 SB131             | 29 de setembre de 2005 | Mount Lemmon         | Mt. Lemmon Survey |
| 231110 | 2005 SV132             | 29 de setembre de 2005 | Kitt Peak            | Spacewatch        |
| 231111 | 2005 SD144             | 25 de setembre de 2005 | Kitt Peak            | Spacewatch        |
| 231112 | 2005 SU147             | 25 de setembre de 2005 | Kitt Peak            | Spacewatch        |
| 231113 | 2005 SA153             | 25 de setembre de 2005 | Kitt Peak            | Spacewatch        |
| 231114 | 2005 SU156             | 26 de setembre de 2005 | Kitt Peak            | Spacewatch        |
| 231115 | 2005 ST161             | 27 de setembre de 2005 | Kitt Peak            | Spacewatch        |
| 231116 | 2005 SQ164             | 27 de setembre de 2005 | Palomar              | NEAT              |
| 231117 | 2005 SX187             | 29 de setembre de 2005 | Anderson Mesa        | LONEOS            |
| 231118 | 2005 SY191             | 29 de setembre de 2005 | Mount Lemmon         | Mt. Lemmon Survey |
| 231119 | 2005 SN193             | 29 de setembre de 2005 | Kitt Peak            | Spacewatch        |
| 231120 | 2005 SF209             | 30 de setembre de 2005 | Palomar              | NEAT              |
| 231121 | 2005 SA213             | 30 de setembre de 2005 | Mount Lemmon         | Mt. Lemmon Survey |
| 231122 | 2005 SY214             | 30 de setembre de 2005 | Catalina             | CSS               |
| 231123 | 2005 SD216             | 30 de setembre de 2005 | Palomar              | NEAT              |
| 231124 | 2005 SH231             | 30 de setembre de 2005 | Mount Lemmon         | Mt. Lemmon Survey |
| 231125 | 2005 SP232             | 30 de setembre de 2005 | Mount Lemmon         | Mt. Lemmon Survey |
| 231126 | 2005 SC234             | 29 de setembre de 2005 | Kitt Peak            | Spacewatch        |
| 231127 | 2005 SX245             | 30 de setembre de 2005 | Mount Lemmon         | Mt. Lemmon Survey |
| 231128 | 2005 SM251             | 24 de setembre de 2005 | Palomar              | NEAT              |
| 231129 | 2005 SN259             | 25 de setembre de 2005 | Catalina             | CSS               |
| 231130 | 2005 SG264             | 24 de setembre de 2005 | Kitt Peak            | Spacewatch        |
| 231131 | 2005 SM278             | 24 de setembre de 2005 | Kitt Peak            | Spacewatch        |
| 231132 | 2005 TV13              | 1 d'octubre de 2005    | Goodricke-Pigott     | R. A. Tucker      |
| 231133 | 2005 TW40              | 1 d'octubre de 2005    | Mount Lemmon         | Mt. Lemmon Survey |
| 231134 | 2005 TU45              | 5 d'octubre de 2005    | Mauna Kea            | D. J. Tholen      |
| 231135 | 2005 TE48              | 6 d'octubre de 2005    | Catalina             | CSS               |
| 231136 | 2005 TV71              | 3 d'octubre de 2005    | Catalina             | CSS               |
| 231137 | 2005 TM77              | 6 d'octubre de 2005    | Catalina             | CSS               |
| 231138 | 2005 TA104             | 8 d'octubre de 2005    | Socorro              | LINEAR            |
| 231139 | 2005 TF131             | 7 d'octubre de 2005    | Kitt Peak            | Spacewatch        |
| 231140 | 2005 TJ135             | 5 d'octubre de 2005    | Kitt Peak            | Spacewatch        |
| 231141 | 2005 TJ141             | 8 d'octubre de 2005    | Kitt Peak            | Spacewatch        |
| 231142 | 2005 TC151             | 8 d'octubre de 2005    | Kitt Peak            | Spacewatch        |
| 231143 | 2005 TP159             | 9 d'octubre de 2005    | Kitt Peak            | Spacewatch        |
| 231144 | 2005 UE4               | 24 d'octubre de 2005   | Goodricke-Pigott     | R. A. Tucker      |
| 231145 | 2005 UF4               | 24 d'octubre de 2005   | Goodricke-Pigott     | R. A. Tucker      |
| 231146 | 2005 UT14              | 22 d'octubre de 2005   | Kitt Peak            | Spacewatch        |
| 231147 | 2005 UH15              | 22 d'octubre de 2005   | Kitt Peak            | Spacewatch        |
| 231148 | 2005 UX15              | 22 d'octubre de 2005   | Kitt Peak            | Spacewatch        |
| 231149 | 2005 UV16              | 22 d'octubre de 2005   | Kitt Peak            | Spacewatch        |
| 231150 | 2005 UJ29              | 23 d'octubre de 2005   | Catalina             | CSS               |
| 231151 | 2005 UR41              | 27 d'octubre de 2005   | Cordell-Lorenz       | D. T. Durig       |
| 231152 | 2005 UM44              | 22 d'octubre de 2005   | Kitt Peak            | Spacewatch        |
| 231153 | 2005 UK48              | 22 d'octubre de 2005   | Kitt Peak            | Spacewatch        |
| 231154 | 2005 UQ48              | 22 d'octubre de 2005   | Kitt Peak            | Spacewatch        |
| 231155 | 2005 UF51              | 23 d'octubre de 2005   | Catalina             | CSS               |
| 231156 | 2005 UF61              | 25 d'octubre de 2005   | Catalina             | CSS               |
| 231157 | 2005 UO63              | 25 d'octubre de 2005   | Mount Lemmon         | Mt. Lemmon Survey |
| 231158 | 2005 UW66              | 22 d'octubre de 2005   | Palomar              | NEAT              |
| 231159 | 2005 UG68              | 22 d'octubre de 2005   | Palomar              | NEAT              |
| 231160 | 2005 UV68              | 23 d'octubre de 2005   | Palomar              | NEAT              |
| 231161 | 2005 UT73              | 23 d'octubre de 2005   | Palomar              | NEAT              |
| 231162 | 2005 UU73              | 23 d'octubre de 2005   | Palomar              | NEAT              |
| 231163 | 2005 UJ76              | 24 d'octubre de 2005   | Palomar              | NEAT              |
| 231164 | 2005 UZ78              | 25 d'octubre de 2005   | Catalina             | CSS               |
| 231165 | 2005 UA79              | 25 d'octubre de 2005   | Catalina             | CSS               |
| 231166 | 2005 UX102             | 22 d'octubre de 2005   | Kitt Peak            | Spacewatch        |
| 231167 | 2005 UB106             | 22 d'octubre de 2005   | Kitt Peak            | Spacewatch        |
| 231168 | 2005 UB109             | 22 d'octubre de 2005   | Palomar              | NEAT              |
| 231169 | 2005 UT113             | 22 d'octubre de 2005   | Kitt Peak            | Spacewatch        |
| 231170 | 2005 UA122             | 24 d'octubre de 2005   | Kitt Peak            | Spacewatch        |
| 231171 | 2005 UQ142             | 25 d'octubre de 2005   | Mount Lemmon         | Mt. Lemmon Survey |
| 231172 | 2005 UZ143             | 26 d'octubre de 2005   | Kitt Peak            | Spacewatch        |
| 231173 | 2005 UX152             | 26 d'octubre de 2005   | Kitt Peak            | Spacewatch        |
| 231174 | 2005 UH153             | 26 d'octubre de 2005   | Kitt Peak            | Spacewatch        |
| 231175 | 2005 UG160             | 22 d'octubre de 2005   | Catalina             | CSS               |
| 231176 | 2005 UU170             | 24 d'octubre de 2005   | Kitt Peak            | Spacewatch        |
| 231177 | 2005 UK194             | 22 d'octubre de 2005   | Kitt Peak            | Spacewatch        |
| 231178 | 2005 UX206             | 27 d'octubre de 2005   | Kitt Peak            | Spacewatch        |
| 231179 | 2005 UQ214             | 27 d'octubre de 2005   | Palomar              | NEAT              |
| 231180 | 2005 UU215             | 25 d'octubre de 2005   | Kitt Peak            | Spacewatch        |
| 231181 | 2005 UX226             | 25 d'octubre de 2005   | Kitt Peak            | Spacewatch        |
| 231182 | 2005 UF230             | 25 d'octubre de 2005   | Kitt Peak            | Spacewatch        |
| 231183 | 2005 UO230             | 25 d'octubre de 2005   | Catalina             | CSS               |
| 231184 | 2005 UL252             | 26 d'octubre de 2005   | Kitt Peak            | Spacewatch        |
| 231185 | 2005 UZ263             | 27 d'octubre de 2005   | Kitt Peak            | Spacewatch        |
| 231186 | 2005 UH273             | 28 d'octubre de 2005   | Mount Lemmon         | Mt. Lemmon Survey |
| 231187 | 2005 UG305             | 26 d'octubre de 2005   | Kitt Peak            | Spacewatch        |
| 231188 | 2005 UR354             | 29 d'octubre de 2005   | Catalina             | CSS               |
| 231189 | 2005 UH360             | 25 d'octubre de 2005   | Kitt Peak            | Spacewatch        |
| 231190 | 2005 UO368             | 27 d'octubre de 2005   | Kitt Peak            | Spacewatch        |
| 231191 | 2005 UW420             | 25 d'octubre de 2005   | Mount Lemmon         | Mt. Lemmon Survey |
| 231192 | 2005 UU432             | 28 d'octubre de 2005   | Mount Lemmon         | Mt. Lemmon Survey |
| 231193 | 2005 UL444             | 30 d'octubre de 2005   | Mount Lemmon         | Mt. Lemmon Survey |
| 231194 | 2005 UB445             | 31 d'octubre de 2005   | Anderson Mesa        | LONEOS            |
| 231195 | 2005 UL448             | 30 d'octubre de 2005   | Socorro              | LINEAR            |
| 231196 | 2005 UC451             | 27 d'octubre de 2005   | Mount Lemmon         | Mt. Lemmon Survey |
| 231197 | 2005 UL482             | 22 d'octubre de 2005   | Anderson Mesa        | LONEOS            |
| 231198 | 2005 UF492             | 24 d'octubre de 2005   | Palomar              | NEAT              |
| 231199 | 2005 UO505             | 24 d'octubre de 2005   | Mauna Kea            | D. J. Tholen      |
| 231200 | 2005 UZ505             | 24 d'octubre de 2005   | Mauna Kea            | D. J. Tholen      |

## 231201-231300
| Nom    | Designació provisional | Data de descobriment   | Lloc de descobriment | Descobridor/s     |
| ------ | ---------------------- | ---------------------- | -------------------- | ----------------- |
| 231201 | 2005 UH511             | 27 d'octubre de 2005   | Catalina             | CSS               |
| 231202 | 2005 VF42              | 3 de novembre de 2005  | Catalina             | CSS               |
| 231203 | 2005 VR42              | 3 de novembre de 2005  | Mount Lemmon         | Mt. Lemmon Survey |
| 231204 | 2005 VV42              | 4 de novembre de 2005  | Mount Lemmon         | Mt. Lemmon Survey |
| 231205 | 2005 VR49              | 2 de novembre de 2005  | Socorro              | LINEAR            |
| 231206 | 2005 VH99              | 10 de novembre de 2005 | Catalina             | CSS               |
| 231207 | 2005 VW119             | 4 de novembre de 2005  | Kitt Peak            | Spacewatch        |
| 231208 | 2005 VB124             | 3 de novembre de 2005  | Mount Lemmon         | Mt. Lemmon Survey |
| 231209 | 2005 WD32              | 21 de novembre de 2005 | Kitt Peak            | Spacewatch        |
| 231210 | 2005 WQ33              | 21 de novembre de 2005 | Kitt Peak            | Spacewatch        |
| 231211 | 2005 WA36              | 22 de novembre de 2005 | Kitt Peak            | Spacewatch        |
| 231212 | 2005 WK57              | 30 de novembre de 2005 | Mayhill              | A. Lowe           |
| 231213 | 2005 WX87              | 28 de novembre de 2005 | Mount Lemmon         | Mt. Lemmon Survey |
| 231214 | 2005 WD89              | 25 de novembre de 2005 | Mount Lemmon         | Mt. Lemmon Survey |
| 231215 | 2005 WU93              | 26 de novembre de 2005 | Mount Lemmon         | Mt. Lemmon Survey |
| 231216 | 2005 WM96              | 26 de novembre de 2005 | Kitt Peak            | Spacewatch        |
| 231217 | 2005 WW126             | 25 de novembre de 2005 | Catalina             | CSS               |
| 231218 | 2005 WY136             | 26 de novembre de 2005 | Mount Lemmon         | Mt. Lemmon Survey |
| 231219 | 2005 WW149             | 28 de novembre de 2005 | Kitt Peak            | Spacewatch        |
| 231220 | 2005 WS155             | 29 de novembre de 2005 | Socorro              | LINEAR            |
| 231221 | 2005 WM157             | 25 de novembre de 2005 | Mount Lemmon         | Mt. Lemmon Survey |
| 231222 | 2005 WR157             | 25 de novembre de 2005 | Mount Lemmon         | Mt. Lemmon Survey |
| 231223 | 2005 WD159             | 28 de novembre de 2005 | Catalina             | CSS               |
| 231224 | 2005 WW159             | 30 de novembre de 2005 | Kitt Peak            | Spacewatch        |
| 231225 | 2005 WS171             | 30 de novembre de 2005 | Kitt Peak            | Spacewatch        |
| 231226 | 2005 WZ174             | 30 de novembre de 2005 | Kitt Peak            | Spacewatch        |
| 231227 | 2005 WZ177             | 30 de novembre de 2005 | Kitt Peak            | Spacewatch        |
| 231228 | 2005 WV188             | 30 de novembre de 2005 | Socorro              | LINEAR            |
| 231229 | 2005 WE196             | 29 de novembre de 2005 | Mount Lemmon         | Mt. Lemmon Survey |
| 231230 | 2005 XA3               | 1 de desembre de 2005  | Socorro              | LINEAR            |
| 231231 | 2005 XC12              | 1 de desembre de 2005  | Mount Lemmon         | Mt. Lemmon Survey |
| 231232 | 2005 XB25              | 3 de desembre de 2005  | Kitt Peak            | Spacewatch        |
| 231233 | 2005 XZ37              | 4 de desembre de 2005  | Kitt Peak            | Spacewatch        |
| 231234 | 2005 XN38              | 4 de desembre de 2005  | Kitt Peak            | Spacewatch        |
| 231235 | 2005 XR41              | 7 de desembre de 2005  | Socorro              | LINEAR            |
| 231236 | 2005 XK54              | 5 de desembre de 2005  | Kitt Peak            | Spacewatch        |
| 231237 | 2005 XW84              | 10 de desembre de 2005 | Kitt Peak            | Spacewatch        |
| 231238 | 2005 YB7               | 21 de desembre de 2005 | Catalina             | CSS               |
| 231239 | 2005 YK9               | 21 de desembre de 2005 | Kitt Peak            | Spacewatch        |
| 231240 | 2005 YS25              | 24 de desembre de 2005 | Kitt Peak            | Spacewatch        |
| 231241 | 2005 YW35              | 25 de desembre de 2005 | Kitt Peak            | Spacewatch        |
| 231242 | 2005 YW47              | 26 de desembre de 2005 | Kitt Peak            | Spacewatch        |
| 231243 | 2005 YJ50              | 25 de desembre de 2005 | Anderson Mesa        | LONEOS            |
| 231244 | 2005 YW63              | 24 de desembre de 2005 | Kitt Peak            | Spacewatch        |
| 231245 | 2005 YL116             | 25 de desembre de 2005 | Kitt Peak            | Spacewatch        |
| 231246 | 2005 YN124             | 26 de desembre de 2005 | Kitt Peak            | Spacewatch        |
| 231247 | 2005 YB131             | 25 de desembre de 2005 | Mount Lemmon         | Mt. Lemmon Survey |
| 231248 | 2005 YJ131             | 25 de desembre de 2005 | Mount Lemmon         | Mt. Lemmon Survey |
| 231249 | 2005 YO138             | 26 de desembre de 2005 | Kitt Peak            | Spacewatch        |
| 231250 | 2005 YK141             | 28 de desembre de 2005 | Mount Lemmon         | Mt. Lemmon Survey |
| 231251 | 2005 YN145             | 29 de desembre de 2005 | Socorro              | LINEAR            |
| 231252 | 2005 YV152             | 28 de desembre de 2005 | Catalina             | CSS               |
| 231253 | 2005 YX152             | 28 de desembre de 2005 | Catalina             | CSS               |
| 231254 | 2005 YT158             | 27 de desembre de 2005 | Kitt Peak            | Spacewatch        |
| 231255 | 2005 YL168             | 29 de desembre de 2005 | Kitt Peak            | Spacewatch        |
| 231256 | 2005 YX191             | 30 de desembre de 2005 | Kitt Peak            | Spacewatch        |
| 231257 | 2005 YE196             | 25 de desembre de 2005 | Catalina             | CSS               |
| 231258 | 2005 YS199             | 25 de desembre de 2005 | Mount Lemmon         | Mt. Lemmon Survey |
| 231259 | 2005 YW203             | 25 de desembre de 2005 | Mount Lemmon         | Mt. Lemmon Survey |
| 231260 | 2005 YB211             | 25 de desembre de 2005 | Catalina             | CSS               |
| 231261 | 2005 YM229             | 25 de desembre de 2005 | Kitt Peak            | Spacewatch        |
| 231262 | 2005 YZ274             | 25 de desembre de 2005 | Catalina             | CSS               |
| 231263 | 2005 YD275             | 25 de desembre de 2005 | Catalina             | CSS               |
| 231264 | 2005 YJ289             | 31 de desembre de 2005 | Kitt Peak            | Spacewatch        |
| 231265 | 2006 AS4               | 5 de gener de 2006     | Vallemare Borbon     | V. S. Casulli     |
| 231266 | 2006 AW13              | 5 de gener de 2006     | Mount Lemmon         | Mt. Lemmon Survey |
| 231267 | 2006 AM16              | 4 de gener de 2006     | Mount Lemmon         | Mt. Lemmon Survey |
| 231268 | 2006 AG21              | 5 de gener de 2006     | Catalina             | CSS               |
| 231269 | 2006 AO21              | 5 de gener de 2006     | Catalina             | CSS               |
| 231270 | 2006 AF31              | 5 de gener de 2006     | Kitt Peak            | Spacewatch        |
| 231271 | 2006 AO42              | 6 de gener de 2006     | Kitt Peak            | Spacewatch        |
| 231272 | 2006 AK46              | 5 de gener de 2006     | Kitt Peak            | Spacewatch        |
| 231273 | 2006 AU63              | 7 de gener de 2006     | Kitt Peak            | Spacewatch        |
| 231274 | 2006 AY68              | 6 de gener de 2006     | Kitt Peak            | Spacewatch        |
| 231275 | 2006 AP71              | 6 de gener de 2006     | Mount Lemmon         | Mt. Lemmon Survey |
| 231276 | 2006 AL85              | 7 de gener de 2006     | Anderson Mesa        | LONEOS            |
| 231277 | 2006 BC13              | 21 de gener de 2006    | Mount Lemmon         | Mt. Lemmon Survey |
| 231278 | 2006 BY26              | 25 de gener de 2006    | Piszkesteto          | Piszkesteto       |
| 231279 | 2006 BV27              | 22 de gener de 2006    | Mount Lemmon         | Mt. Lemmon Survey |
| 231280 | 2006 BT31              | 20 de gener de 2006    | Kitt Peak            | Spacewatch        |
| 231281 | 2006 BW32              | 21 de gener de 2006    | Kitt Peak            | Spacewatch        |
| 231282 | 2006 BF44              | 23 de gener de 2006    | Junk Bond            | D. Healy          |
| 231283 | 2006 BZ45              | 23 de gener de 2006    | Mount Lemmon         | Mt. Lemmon Survey |
| 231284 | 2006 BL57              | 23 de gener de 2006    | Kitt Peak            | Spacewatch        |
| 231285 | 2006 BJ58              | 23 de gener de 2006    | Kitt Peak            | Spacewatch        |
| 231286 | 2006 BN58              | 23 de gener de 2006    | Kitt Peak            | Spacewatch        |
| 231287 | 2006 BW60              | 19 de gener de 2006    | Catalina             | CSS               |
| 231288 | 2006 BZ80              | 23 de gener de 2006    | Kitt Peak            | Spacewatch        |
| 231289 | 2006 BK95              | 26 de gener de 2006    | Kitt Peak            | Spacewatch        |
| 231290 | 2006 BK99              | 25 de gener de 2006    | Junk Bond            | D. Healy          |
| 231291 | 2006 BZ102             | 23 de gener de 2006    | Mount Lemmon         | Mt. Lemmon Survey |
| 231292 | 2006 BZ107             | 25 de gener de 2006    | Kitt Peak            | Spacewatch        |
| 231293 | 2006 BL117             | 26 de gener de 2006    | Kitt Peak            | Spacewatch        |
| 231294 | 2006 BF124             | 26 de gener de 2006    | Kitt Peak            | Spacewatch        |
| 231295 | 2006 BM126             | 26 de gener de 2006    | Kitt Peak            | Spacewatch        |
| 231296 | 2006 BD128             | 26 de gener de 2006    | Kitt Peak            | Spacewatch        |
| 231297 | 2006 BT141             | 25 de gener de 2006    | Kitt Peak            | Spacewatch        |
| 231298 | 2006 BQ144             | 23 de gener de 2006    | Catalina             | CSS               |
| 231299 | 2006 BH145             | 23 de gener de 2006    | Catalina             | CSS               |
| 231300 | 2006 BF159             | 26 de gener de 2006    | Kitt Peak            | Spacewatch        |

## 231301-231400
| Nom              | Designació provisional | Data de descobriment   | Lloc de descobriment | Descobridor/s        |
| ---------------- | ---------------------- | ---------------------- | -------------------- | -------------------- |
| 231301           | 2006 BU161             | 26 de gener de 2006    | Anderson Mesa        | LONEOS               |
| 231302           | 2006 BM165             | 26 de gener de 2006    | Mount Lemmon         | Mt. Lemmon Survey    |
| 231303           | 2006 BV167             | 26 de gener de 2006    | Mount Lemmon         | Mt. Lemmon Survey    |
| 231304           | 2006 BK168             | 26 de gener de 2006    | Catalina             | CSS                  |
| 231305           | 2006 BK169             | 26 de gener de 2006    | Mount Lemmon         | Mt. Lemmon Survey    |
| 231306           | 2006 BQ178             | 27 de gener de 2006    | Mount Lemmon         | Mt. Lemmon Survey    |
| 231307 Peterfalk | 2006 BD186             | 28 de gener de 2006    | Nogales              | J.-C. Merlin         |
| 231308           | 2006 BD190             | 28 de gener de 2006    | Kitt Peak            | Spacewatch           |
| 231309           | 2006 BK190             | 28 de gener de 2006    | Kitt Peak            | Spacewatch           |
| 231310           | 2006 BC191             | 28 de gener de 2006    | Mount Lemmon         | Mt. Lemmon Survey    |
| 231311           | 2006 BN214             | 23 de gener de 2006    | Socorro              | LINEAR               |
| 231312           | 2006 BH255             | 31 de gener de 2006    | Kitt Peak            | Spacewatch           |
| 231313           | 2006 BH263             | 31 de gener de 2006    | Kitt Peak            | Spacewatch           |
| 231314           | 2006 BV267             | 26 de gener de 2006    | Catalina             | CSS                  |
| 231315           | 2006 BU268             | 27 de gener de 2006    | Catalina             | CSS                  |
| 231316           | 2006 BP281             | 23 de gener de 2006    | Kitt Peak            | Spacewatch           |
| 231317           | 2006 CW5               | 1 de febrer de 2006    | Mount Lemmon         | Mt. Lemmon Survey    |
| 231318           | 2006 CO40              | 2 de febrer de 2006    | Mount Lemmon         | Mt. Lemmon Survey    |
| 231319           | 2006 CQ41              | 2 de febrer de 2006    | Kitt Peak            | Spacewatch           |
| 231320           | 2006 CM55              | 4 de febrer de 2006    | Mount Lemmon         | Mt. Lemmon Survey    |
| 231321           | 2006 CL57              | 4 de febrer de 2006    | Kitt Peak            | Spacewatch           |
| 231322           | 2006 DF1               | 21 de febrer de 2006   | Calvin-Rehoboth      | L. A. Molnar         |
| 231323           | 2006 DM2               | 20 de febrer de 2006   | Kitt Peak            | Spacewatch           |
| 231324           | 2006 DQ3               | 20 de febrer de 2006   | Catalina             | CSS                  |
| 231325           | 2006 DR7               | 20 de febrer de 2006   | Catalina             | CSS                  |
| 231326           | 2006 DC8               | 20 de febrer de 2006   | Kitt Peak            | Spacewatch           |
| 231327           | 2006 DE33              | 20 de febrer de 2006   | Kitt Peak            | Spacewatch           |
| 231328           | 2006 DW38              | 21 de febrer de 2006   | Mount Lemmon         | Mt. Lemmon Survey    |
| 231329           | 2006 DF53              | 24 de febrer de 2006   | Kitt Peak            | Spacewatch           |
| 231330           | 2006 DE66              | 21 de febrer de 2006   | Catalina             | CSS                  |
| 231331           | 2006 DV86              | 24 de febrer de 2006   | Kitt Peak            | Spacewatch           |
| 231332           | 2006 DY144             | 25 de febrer de 2006   | Mount Lemmon         | Mt. Lemmon Survey    |
| 231333           | 2006 DO179             | 27 de febrer de 2006   | Mount Lemmon         | Mt. Lemmon Survey    |
| 231334           | 2006 DJ184             | 27 de febrer de 2006   | Kitt Peak            | Spacewatch           |
| 231335           | 2006 DF195             | 28 de febrer de 2006   | Catalina             | CSS                  |
| 231336           | 2006 DL197             | 24 de febrer de 2006   | Catalina             | CSS                  |
| 231337           | 2006 DE198             | 25 de febrer de 2006   | Anderson Mesa        | LONEOS               |
| 231338           | 2006 DW200             | 25 de febrer de 2006   | Anderson Mesa        | LONEOS               |
| 231339           | 2006 DS201             | 18 de febrer de 2006   | Anderson Mesa        | LONEOS               |
| 231340           | 2006 DS207             | 25 de febrer de 2006   | Mount Lemmon         | Mt. Lemmon Survey    |
| 231341           | 2006 DP208             | 25 de febrer de 2006   | Kitt Peak            | Spacewatch           |
| 231342           | 2006 EL25              | 3 de març de 2006      | Kitt Peak            | Spacewatch           |
| 231343           | 2006 EF32              | 3 de març de 2006      | Mount Lemmon         | Mt. Lemmon Survey    |
| 231344           | 2006 EZ49              | 4 de març de 2006      | Kitt Peak            | Spacewatch           |
| 231345           | 2006 EE52              | 4 de març de 2006      | Kitt Peak            | Spacewatch           |
| 231346           | 2006 EL67              | 10 de març de 2006     | Lulin                | Q.-z. Ye             |
| 231347           | 2006 FE7               | 23 de març de 2006     | Kitt Peak            | Spacewatch           |
| 231348           | 2006 FR15              | 23 de març de 2006     | Kitt Peak            | Spacewatch           |
| 231349           | 2006 FV15              | 23 de març de 2006     | Mount Lemmon         | Mt. Lemmon Survey    |
| 231350           | 2006 FC26              | 24 de març de 2006     | Mount Lemmon         | Mt. Lemmon Survey    |
| 231351           | 2006 FM37              | 24 de març de 2006     | Siding Spring        | Siding Spring Survey |
| 231352           | 2006 FP39              | 24 de març de 2006     | Mount Lemmon         | Mt. Lemmon Survey    |
| 231353           | 2006 GW11              | 2 d'abril de 2006      | Kitt Peak            | Spacewatch           |
| 231354           | 2006 GY16              | 2 d'abril de 2006      | Kitt Peak            | Spacewatch           |
| 231355           | 2006 GC17              | 2 d'abril de 2006      | Kitt Peak            | Spacewatch           |
| 231356           | 2006 GE23              | 2 d'abril de 2006      | Kitt Peak            | Spacewatch           |
| 231357           | 2006 GL28              | 2 d'abril de 2006      | Kitt Peak            | Spacewatch           |
| 231358           | 2006 GO35              | 7 d'abril de 2006      | Catalina             | CSS                  |
| 231359           | 2006 GB37              | 8 d'abril de 2006      | Mount Lemmon         | Mt. Lemmon Survey    |
| 231360           | 2006 GV40              | 7 d'abril de 2006      | Catalina             | CSS                  |
| 231361           | 2006 GM42              | 2 d'abril de 2006      | Anderson Mesa        | LONEOS               |
| 231362           | 2006 GO42              | 6 d'abril de 2006      | Catalina             | CSS                  |
| 231363           | 2006 GO49              | 7 d'abril de 2006      | Catalina             | CSS                  |
| 231364           | 2006 GA54              | 8 d'abril de 2006      | Kitt Peak            | Spacewatch           |
| 231365           | 2006 HL2               | 18 d'abril de 2006     | Palomar              | NEAT                 |
| 231366           | 2006 HQ7               | 19 d'abril de 2006     | Palomar              | NEAT                 |
| 231367           | 2006 HM17              | 18 d'abril de 2006     | Catalina             | CSS                  |
| 231368           | 2006 HF18              | 22 d'abril de 2006     | Piszkesteto          | K. Sarneczky         |
| 231369           | 2006 HD22              | 20 d'abril de 2006     | Kitt Peak            | Spacewatch           |
| 231370           | 2006 HK24              | 20 d'abril de 2006     | Kitt Peak            | Spacewatch           |
| 231371           | 2006 HR27              | 20 d'abril de 2006     | Kitt Peak            | Spacewatch           |
| 231372           | 2006 HA36              | 20 d'abril de 2006     | Kitt Peak            | Spacewatch           |
| 231373           | 2006 HA40              | 21 d'abril de 2006     | Kitt Peak            | Spacewatch           |
| 231374           | 2006 HY41              | 21 d'abril de 2006     | Kitt Peak            | Spacewatch           |
| 231375           | 2006 HW49              | 26 d'abril de 2006     | Kitt Peak            | Spacewatch           |
| 231376           | 2006 HY61              | 24 d'abril de 2006     | Kitt Peak            | Spacewatch           |
| 231377           | 2006 HG95              | 30 d'abril de 2006     | Kitt Peak            | Spacewatch           |
| 231378           | 2006 HD107             | 30 d'abril de 2006     | Kitt Peak            | Spacewatch           |
| 231379           | 2006 HV133             | 26 d'abril de 2006     | Cerro Tololo         | M. W. Buie           |
| 231380           | 2006 JJ                | 1 de maig de 2006      | Reedy Creek          | J. Broughton         |
| 231381           | 2006 JW12              | 1 de maig de 2006      | Kitt Peak            | Spacewatch           |
| 231382           | 2006 JB36              | 4 de maig de 2006      | Kitt Peak            | Spacewatch           |
| 231383           | 2006 JN42              | 2 de maig de 2006      | Kitt Peak            | Spacewatch           |
| 231384           | 2006 JJ47              | 1 de maig de 2006      | Kitt Peak            | Spacewatch           |
| 231385           | 2006 JN54              | 8 de maig de 2006      | Mount Lemmon         | Mt. Lemmon Survey    |
| 231386           | 2006 JU54              | 8 de maig de 2006      | Mount Lemmon         | Mt. Lemmon Survey    |
| 231387           | 2006 KW8               | 19 de maig de 2006     | Mount Lemmon         | Mt. Lemmon Survey    |
| 231388           | 2006 KB17              | 20 de maig de 2006     | Catalina             | CSS                  |
| 231389           | 2006 KO18              | 21 de maig de 2006     | Kitt Peak            | Spacewatch           |
| 231390           | 2006 KP33              | 20 de maig de 2006     | Kitt Peak            | Spacewatch           |
| 231391           | 2006 KA37              | 21 de maig de 2006     | Mount Lemmon         | Mt. Lemmon Survey    |
| 231392           | 2006 KP64              | 23 de maig de 2006     | Mount Lemmon         | Mt. Lemmon Survey    |
| 231393           | 2006 KM65              | 24 de maig de 2006     | Mount Lemmon         | Mt. Lemmon Survey    |
| 231394           | 2006 KO66              | 24 de maig de 2006     | Kitt Peak            | Spacewatch           |
| 231395           | 2006 KM115             | 29 de maig de 2006     | Kitt Peak            | Spacewatch           |
| 231396           | 2006 KR116             | 29 de maig de 2006     | Kitt Peak            | Spacewatch           |
| 231397           | 2006 MB15              | 24 de juny de 2006     | Anderson Mesa        | LONEOS               |
| 231398           | 2006 PX9               | 13 d'agost de 2006     | Palomar              | NEAT                 |
| 231399           | 2006 QH84              | 27 d'agost de 2006     | Kitt Peak            | Spacewatch           |
| 231400           | 2006 SE32              | 17 de setembre de 2006 | Kitt Peak            | Spacewatch           |

## 231401-231500
| Nom                 | Designació provisional | Data de descobriment   | Lloc de descobriment | Descobridor/s          |
| ------------------- | ---------------------- | ---------------------- | -------------------- | ---------------------- |
| 231401              | 2006 SM273             | 27 de setembre de 2006 | Mount Lemmon         | Mt. Lemmon Survey      |
| 231402              | 2006 TP107             | 4 d'octubre de 2006    | Mount Lemmon         | Mt. Lemmon Survey      |
| 231403              | 2006 WR4               | 22 de novembre de 2006 | Catalina             | CSS                    |
| 231404              | 2006 WA151             | 20 de novembre de 2006 | Siding Spring        | Siding Spring Survey   |
| 231405              | 2006 WZ201             | 27 de novembre de 2006 | Mount Lemmon         | Mt. Lemmon Survey      |
| 231406              | 2006 YH9               | 20 de desembre de 2006 | Mount Lemmon         | Mt. Lemmon Survey      |
| 231407              | 2006 YU10              | 21 de desembre de 2006 | Mount Lemmon         | Mt. Lemmon Survey      |
| 231408              | 2007 AO30              | 9 de gener de 2007     | Catalina             | CSS                    |
| 231409              | 2007 BH9               | 17 de gener de 2007    | Catalina             | CSS                    |
| 231410              | 2007 BC76              | 28 de gener de 2007    | Mount Lemmon         | Mt. Lemmon Survey      |
| 231411              | 2007 CB26              | 9 de febrer de 2007    | Catalina             | CSS                    |
| 231412              | 2007 CL41              | 7 de febrer de 2007    | Kitt Peak            | Spacewatch             |
| 231413              | 2007 CT41              | 7 de febrer de 2007    | Kitt Peak            | Spacewatch             |
| 231414              | 2007 DH40              | 19 de febrer de 2007   | Catalina             | CSS                    |
| 231415              | 2007 DE42              | 16 de febrer de 2007   | Palomar              | NEAT                   |
| 231416              | 2007 DB49              | 21 de febrer de 2007   | Mount Lemmon         | Mt. Lemmon Survey      |
| 231417              | 2007 DH63              | 21 de febrer de 2007   | Kitt Peak            | Spacewatch             |
| 231418              | 2007 EE12              | 9 de març de 2007      | Catalina             | CSS                    |
| 231419              | 2007 EO38              | 11 de març de 2007     | Kitt Peak            | Spacewatch             |
| 231420              | 2007 EO50              | 10 de març de 2007     | Mount Lemmon         | Mt. Lemmon Survey      |
| 231421              | 2007 EU55              | 12 de març de 2007     | Mount Lemmon         | Mt. Lemmon Survey      |
| 231422              | 2007 EG65              | 10 de març de 2007     | Kitt Peak            | Spacewatch             |
| 231423              | 2007 EH76              | 10 de març de 2007     | Kitt Peak            | Spacewatch             |
| 231424              | 2007 EG79              | 10 de març de 2007     | Kitt Peak            | Spacewatch             |
| 231425              | 2007 EF105             | 11 de març de 2007     | Mount Lemmon         | Mt. Lemmon Survey      |
| 231426              | 2007 EU109             | 11 de març de 2007     | Kitt Peak            | Spacewatch             |
| 231427              | 2007 EM112             | 11 de març de 2007     | Mount Lemmon         | Mt. Lemmon Survey      |
| 231428              | 2007 ET112             | 11 de març de 2007     | Kitt Peak            | Spacewatch             |
| 231429              | 2007 ER122             | 14 de març de 2007     | Anderson Mesa        | LONEOS                 |
| 231430              | 2007 EC127             | 9 de març de 2007      | Palomar              | NEAT                   |
| 231431              | 2007 ES130             | 9 de març de 2007      | Mount Lemmon         | Mt. Lemmon Survey      |
| 231432              | 2007 EJ142             | 12 de març de 2007     | Kitt Peak            | Spacewatch             |
| 231433              | 2007 EV159             | 14 de març de 2007     | Mount Lemmon         | Mt. Lemmon Survey      |
| 231434              | 2007 EF180             | 14 de març de 2007     | Kitt Peak            | Spacewatch             |
| 231435              | 2007 EW196             | 15 de març de 2007     | Kitt Peak            | Spacewatch             |
| 231436              | 2007 FH2               | 16 de març de 2007     | Catalina             | CSS                    |
| 231437              | 2007 FG15              | 16 de març de 2007     | Kitt Peak            | Spacewatch             |
| 231438              | 2007 FT15              | 19 de març de 2007     | Catalina             | CSS                    |
| 231439              | 2007 FU23              | 20 de març de 2007     | Kitt Peak            | Spacewatch             |
| 231440              | 2007 GB19              | 11 d'abril de 2007     | Kitt Peak            | Spacewatch             |
| 231441              | 2007 GM29              | 11 d'abril de 2007     | Catalina             | CSS                    |
| 231442              | 2007 GS32              | 15 d'abril de 2007     | Catalina             | CSS                    |
| 231443              | 2007 GH40              | 14 d'abril de 2007     | Kitt Peak            | Spacewatch             |
| 231444              | 2007 GR43              | 14 d'abril de 2007     | Mount Lemmon         | Mt. Lemmon Survey      |
| 231445              | 2007 GF60              | 15 d'abril de 2007     | Kitt Peak            | Spacewatch             |
| 231446              | 2007 GE75              | 10 d'abril de 2007     | XuYi                 | PMO NEO Survey Program |
| 231447              | 2007 HE1               | 16 d'abril de 2007     | Catalina             | CSS                    |
| 231448              | 2007 HL46              | 20 d'abril de 2007     | Anderson Mesa        | LONEOS                 |
| 231449              | 2007 HH51              | 20 d'abril de 2007     | Kitt Peak            | Spacewatch             |
| 231450              | 2007 HK58              | 23 d'abril de 2007     | Catalina             | CSS                    |
| 231451              | 2007 HL72              | 22 d'abril de 2007     | Kitt Peak            | Spacewatch             |
| 231452              | 2007 HC74              | 22 d'abril de 2007     | Catalina             | CSS                    |
| 231453              | 2007 HS82              | 16 d'abril de 2007     | Catalina             | CSS                    |
| 231454              | 2007 HK95              | 28 d'abril de 2007     | Kitt Peak            | Spacewatch             |
| 231455              | 2007 JY8               | 9 de maig de 2007      | Mount Lemmon         | Mt. Lemmon Survey      |
| 231456              | 2007 JC15              | 10 de maig de 2007     | Mount Lemmon         | Mt. Lemmon Survey      |
| 231457              | 2007 JN31              | 12 de maig de 2007     | Mount Lemmon         | Mt. Lemmon Survey      |
| 231458              | 2007 LN19              | 14 de juny de 2007     | Socorro              | LINEAR                 |
| 231459              | 2007 LV24              | 14 de juny de 2007     | Kitt Peak            | Spacewatch             |
| 231460              | 2007 MG7               | 18 de juny de 2007     | Kitt Peak            | Spacewatch             |
| 231461              | 2007 MC26              | 22 de juny de 2007     | Anderson Mesa        | LONEOS                 |
| 231462              | 2007 OL7               | 24 de juliol de 2007   | Tiki                 | N. Teamo               |
| 231463              | 2007 PO                | 5 d'agost de 2007      | Wrightwood           | J. W. Young            |
| 231464              | 2007 PR4               | 7 d'agost de 2007      | Charleston           | Charleston             |
| 231465              | 2007 PS4               | 7 d'agost de 2007      | Charleston           | Charleston             |
| 231466              | 2007 PJ13              | 8 d'agost de 2007      | Socorro              | LINEAR                 |
| 231467              | 2007 PZ19              | 9 d'agost de 2007      | Socorro              | LINEAR                 |
| 231468              | 2007 PT26              | 11 d'agost de 2007     | Bergisch Gladbac     | W. Bickel              |
| 231469              | 2007 PR34              | 9 d'agost de 2007      | Socorro              | LINEAR                 |
| 231470 Bedding      | 2007 RH5               | 2 de setembre de 2007  | Siding Spring        | K. Sarneczky, L. Kiss  |
| 231471              | 2007 TP185             | 13 d'octubre de 2007   | Socorro              | LINEAR                 |
| 231472              | 2007 TX241             | 8 d'octubre de 2007    | Kitt Peak            | Spacewatch             |
| 231473              | 2007 TL408             | 15 d'octubre de 2007   | Lulin                | LUSS                   |
| 231474              | 2007 UX82              | 30 d'octubre de 2007   | Kitt Peak            | Spacewatch             |
| 231475              | 2007 VO3               | 1 de novembre de 2007  | Skylive              | F. Tozzi               |
| 231476              | 2007 VC261             | 13 de novembre de 2007 | Kitt Peak            | Spacewatch             |
| 231477              | 2008 EH149             | 4 de març de 2008      | Kitt Peak            | Spacewatch             |
| 231478              | 2008 GB63              | 5 d'abril de 2008      | Catalina             | CSS                    |
| 231479              | 2008 HQ45              | 28 d'abril de 2008     | Mount Lemmon         | Mt. Lemmon Survey      |
| 231480              | 2008 HO61              | 30 d'abril de 2008     | Mount Lemmon         | Mt. Lemmon Survey      |
| 231481              | 2008 JZ25              | 8 de maig de 2008      | Mount Lemmon         | Mt. Lemmon Survey      |
| 231482              | 2008 KL                | 26 de maig de 2008     | Grove Creek          | F. Tozzi               |
| 231483              | 2008 OD18              | 30 de juliol de 2008   | Mount Lemmon         | Mt. Lemmon Survey      |
| 231484              | 2008 OZ18              | 25 de juliol de 2008   | Siding Spring        | Siding Spring Survey   |
| 231485              | 2008 OA22              | 29 de juliol de 2008   | Kitt Peak            | Spacewatch             |
| 231486 Capefearrock | 2008 PQ2               | 3 d'agost de 2008      | Charleston           | R. Holmes, H. Devore   |
| 231487              | 2008 PQ3               | 3 d'agost de 2008      | Vicques              | M. Ory                 |
| 231488              | 2008 PO6               | 5 d'agost de 2008      | La Sagra             | La Sagra               |
| 231489              | 2008 PG15              | 10 d'agost de 2008     | La Sagra             | La Sagra               |
| 231490              | 2008 QO7               | 25 d'agost de 2008     | Hibiscus             | S. F. Hoenig, N. Teamo |
| 231491              | 2008 QL17              | 27 d'agost de 2008     | La Sagra             | La Sagra               |
| 231492              | 2008 QD18              | 28 d'agost de 2008     | La Sagra             | La Sagra               |
| 231493              | 2008 QT19              | 29 d'agost de 2008     | Dauban               | F. Kugel               |
| 231494              | 2008 QL24              | 26 d'agost de 2008     | La Sagra             | La Sagra               |
| 231495              | 2008 QJ27              | 30 d'agost de 2008     | La Sagra             | La Sagra               |
| 231496              | 2008 QU29              | 25 d'agost de 2008     | La Sagra             | La Sagra               |
| 231497              | 2008 QU33              | 27 d'agost de 2008     | La Sagra             | La Sagra               |
| 231498              | 2008 QK38              | 23 d'agost de 2008     | Siding Spring        | Siding Spring Survey   |
| 231499              | 2008 QQ40              | 24 d'agost de 2008     | Kitt Peak            | Spacewatch             |
| 231500              | 2008 QY42              | 30 d'agost de 2008     | Socorro              | LINEAR                 |

## 231501-231600
| Nom                   | Designació provisional | Data de descobriment   | Lloc de descobriment | Descobridor/s            |
| --------------------- | ---------------------- | ---------------------- | -------------------- | ------------------------ |
| 231501                | 2008 QV43              | 23 d'agost de 2008     | Siding Spring        | Siding Spring Survey     |
| 231502                | 2008 RD2               | 2 de setembre de 2008  | Kitt Peak            | Spacewatch               |
| 231503                | 2008 RN12              | 3 de setembre de 2008  | Kitt Peak            | Spacewatch               |
| 231504                | 2008 RZ14              | 4 de setembre de 2008  | Kitt Peak            | Spacewatch               |
| 231505                | 2008 RV33              | 2 de setembre de 2008  | Kitt Peak            | Spacewatch               |
| 231506                | 2008 RB43              | 2 de setembre de 2008  | Kitt Peak            | Spacewatch               |
| 231507                | 2008 RN44              | 2 de setembre de 2008  | Kitt Peak            | Spacewatch               |
| 231508                | 2008 RD51              | 3 de setembre de 2008  | Kitt Peak            | Spacewatch               |
| 231509                | 2008 RT69              | 5 de setembre de 2008  | Kitt Peak            | Spacewatch               |
| 231510                | 2008 RC84              | 4 de setembre de 2008  | Kitt Peak            | Spacewatch               |
| 231511                | 2008 RK102             | 3 de setembre de 2008  | Kitt Peak            | Spacewatch               |
| 231512                | 2008 RD109             | 1 de setembre de 2008  | Siding Spring        | Siding Spring Survey     |
| 231513                | 2008 RA113             | 5 de setembre de 2008  | Kitt Peak            | Spacewatch               |
| 231514                | 2008 RW113             | 6 de setembre de 2008  | Mount Lemmon         | Mt. Lemmon Survey        |
| 231515                | 2008 RD117             | 8 de setembre de 2008  | Catalina             | CSS                      |
| 231516                | 2008 RK124             | 6 de setembre de 2008  | Mount Lemmon         | Mt. Lemmon Survey        |
| 231517                | 2008 SH29              | 19 de setembre de 2008 | Kitt Peak            | Spacewatch               |
| 231518                | 2008 SJ33              | 20 de setembre de 2008 | Mount Lemmon         | Mt. Lemmon Survey        |
| 231519                | 2008 SO35              | 20 de setembre de 2008 | Kitt Peak            | Spacewatch               |
| 231520                | 2008 SK38              | 20 de setembre de 2008 | Kitt Peak            | Spacewatch               |
| 231521                | 2008 SF43              | 20 de setembre de 2008 | Mount Lemmon         | Mt. Lemmon Survey        |
| 231522                | 2008 SD44              | 20 de setembre de 2008 | Kitt Peak            | Spacewatch               |
| 231523                | 2008 SX45              | 20 de setembre de 2008 | Kitt Peak            | Spacewatch               |
| 231524                | 2008 SA56              | 20 de setembre de 2008 | Kitt Peak            | Spacewatch               |
| 231525                | 2008 SX81              | 25 de setembre de 2008 | Kachina              | J. Hobart                |
| 231526                | 2008 SV82              | 26 de setembre de 2008 | Sierra Stars         | F. Tozzi                 |
| 231527                | 2008 SU84              | 28 de setembre de 2008 | Prairie Grass        | J. Mahony                |
| 231528                | 2008 SV103             | 21 de setembre de 2008 | Kitt Peak            | Spacewatch               |
| 231529                | 2008 SG105             | 21 de setembre de 2008 | Kitt Peak            | Spacewatch               |
| 231530                | 2008 SR105             | 21 de setembre de 2008 | Kitt Peak            | Spacewatch               |
| 231531                | 2008 SL106             | 21 de setembre de 2008 | Kitt Peak            | Spacewatch               |
| 231532                | 2008 SK126             | 22 de setembre de 2008 | Kitt Peak            | Spacewatch               |
| 231533                | 2008 SR128             | 22 de setembre de 2008 | Kitt Peak            | Spacewatch               |
| 231534                | 2008 SS134             | 23 de setembre de 2008 | Kitt Peak            | Spacewatch               |
| 231535                | 2008 ST147             | 25 de setembre de 2008 | Junk Bond            | D. Healy                 |
| 231536                | 2008 SV156             | 24 de setembre de 2008 | Socorro              | LINEAR                   |
| 231537                | 2008 SB163             | 28 de setembre de 2008 | Socorro              | LINEAR                   |
| 231538                | 2008 SO164             | 28 de setembre de 2008 | Socorro              | LINEAR                   |
| 231539                | 2008 SG165             | 28 de setembre de 2008 | Socorro              | LINEAR                   |
| 231540                | 2008 SU173             | 22 de setembre de 2008 | Catalina             | CSS                      |
| 231541                | 2008 SF174             | 22 de setembre de 2008 | Kitt Peak            | Spacewatch               |
| 231542                | 2008 SV179             | 24 de setembre de 2008 | Kitt Peak            | Spacewatch               |
| 231543                | 2008 SR218             | 30 de setembre de 2008 | La Sagra             | La Sagra                 |
| 231544                | 2008 SO219             | 30 de setembre de 2008 | La Sagra             | La Sagra                 |
| 231545                | 2008 SR244             | 29 de setembre de 2008 | Catalina             | CSS                      |
| 231546                | 2008 SU244             | 29 de setembre de 2008 | Catalina             | CSS                      |
| 231547                | 2008 SU245             | 29 de setembre de 2008 | Catalina             | CSS                      |
| 231548                | 2008 SO248             | 20 de setembre de 2008 | Kitt Peak            | Spacewatch               |
| 231549                | 2008 SS254             | 22 de setembre de 2008 | Catalina             | CSS                      |
| 231550                | 2008 SV258             | 23 de setembre de 2008 | Kitt Peak            | Spacewatch               |
| 231551                | 2008 SJ266             | 23 de setembre de 2008 | Kitt Peak            | Spacewatch               |
| 231552                | 2008 SB269             | 30 de setembre de 2008 | Catalina             | CSS                      |
| 231553                | 2008 SS274             | 21 de setembre de 2008 | Kitt Peak            | Spacewatch               |
| 231554                | 2008 SP296             | 29 de setembre de 2008 | Catalina             | CSS                      |
| 231555 Christianeurda | 2008 TT2               | 1 d'octubre de 2008    | Bergen-Enkheim       | U. Suessenberger         |
| 231556                | 2008 TT4               | 1 d'octubre de 2008    | La Sagra             | La Sagra                 |
| 231557                | 2008 TQ27              | 1 d'octubre de 2008    | La Sagra             | La Sagra                 |
| 231558                | 2008 TQ41              | 1 d'octubre de 2008    | Mount Lemmon         | Mt. Lemmon Survey        |
| 231559                | 2008 TC46              | 1 d'octubre de 2008    | Kitt Peak            | Spacewatch               |
| 231560                | 2008 TV50              | 2 d'octubre de 2008    | Kitt Peak            | Spacewatch               |
| 231561                | 2008 TH59              | 2 d'octubre de 2008    | Kitt Peak            | Spacewatch               |
| 231562                | 2008 TE63              | 2 d'octubre de 2008    | Kitt Peak            | Spacewatch               |
| 231563                | 2008 TR71              | 2 d'octubre de 2008    | Kitt Peak            | Spacewatch               |
| 231564                | 2008 TA74              | 2 d'octubre de 2008    | Kitt Peak            | Spacewatch               |
| 231565                | 2008 TP129             | 8 d'octubre de 2008    | Mount Lemmon         | Mt. Lemmon Survey        |
| 231566                | 2008 TQ146             | 9 d'octubre de 2008    | Mount Lemmon         | Mt. Lemmon Survey        |
| 231567                | 2008 TT163             | 1 d'octubre de 2008    | Kitt Peak            | Spacewatch               |
| 231568                | 2008 TJ164             | 1 d'octubre de 2008    | Catalina             | CSS                      |
| 231569                | 2008 TU165             | 6 d'octubre de 2008    | La Sagra             | La Sagra                 |
| 231570                | 2008 TF180             | 2 d'octubre de 2008    | Catalina             | CSS                      |
| 231571                | 2008 UP3               | 22 d'octubre de 2008   | Piszkesteto          | K. Sarneczky, A. Karpati |
| 231572                | 2008 UN9               | 17 d'octubre de 2008   | Kitt Peak            | Spacewatch               |
| 231573                | 2008 UK28              | 20 d'octubre de 2008   | Kitt Peak            | Spacewatch               |
| 231574                | 2008 UF57              | 21 d'octubre de 2008   | Kitt Peak            | Spacewatch               |
| 231575                | 2008 UO57              | 21 d'octubre de 2008   | Kitt Peak            | Spacewatch               |
| 231576                | 2008 UX68              | 21 d'octubre de 2008   | Mount Lemmon         | Mt. Lemmon Survey        |
| 231577                | 2008 UQ94              | 28 d'octubre de 2008   | Socorro              | LINEAR                   |
| 231578                | 2008 UC155             | 23 d'octubre de 2008   | Mount Lemmon         | Mt. Lemmon Survey        |
| 231579                | 2008 UG170             | 24 d'octubre de 2008   | Catalina             | CSS                      |
| 231580                | 2008 UV181             | 24 d'octubre de 2008   | Mount Lemmon         | Mt. Lemmon Survey        |
| 231581                | 2008 UR196             | 27 d'octubre de 2008   | Kitt Peak            | Spacewatch               |
| 231582                | 2008 US216             | 25 d'octubre de 2008   | Kitt Peak            | Spacewatch               |
| 231583                | 2008 UY219             | 25 d'octubre de 2008   | Kitt Peak            | Spacewatch               |
| 231584                | 2008 UG255             | 27 d'octubre de 2008   | Kitt Peak            | Spacewatch               |
| 231585                | 2008 UH256             | 27 d'octubre de 2008   | Kitt Peak            | Spacewatch               |
| 231586                | 2008 UP266             | 28 d'octubre de 2008   | Kitt Peak            | Spacewatch               |
| 231587                | 2008 UL274             | 28 d'octubre de 2008   | Kitt Peak            | Spacewatch               |
| 231588                | 2008 UH277             | 28 d'octubre de 2008   | Mount Lemmon         | Mt. Lemmon Survey        |
| 231589                | 2008 UZ311             | 30 d'octubre de 2008   | Kitt Peak            | Spacewatch               |
| 231590                | 2008 UZ315             | 30 d'octubre de 2008   | Mount Lemmon         | Mt. Lemmon Survey        |
| 231591                | 2008 UP336             | 23 d'octubre de 2008   | Kitt Peak            | Spacewatch               |
| 231592                | 2008 UG346             | 24 d'octubre de 2008   | Mount Lemmon         | Mt. Lemmon Survey        |
| 231593                | 2008 UW353             | 20 d'octubre de 2008   | Mount Lemmon         | Mt. Lemmon Survey        |
| 231594                | 2008 US358             | 26 d'octubre de 2008   | Catalina             | CSS                      |
| 231595                | 2008 VF70              | 6 de novembre de 2008  | Kitt Peak            | Spacewatch               |
| 231596                | 2008 WQ                | 17 de novembre de 2008 | Kitt Peak            | Spacewatch               |
| 231597                | 2008 WV35              | 17 de novembre de 2008 | Kitt Peak            | Spacewatch               |
| 231598                | 2008 YE135             | 30 de desembre de 2008 | Kitt Peak            | Spacewatch               |
| 231599                | 2008 YJ149             | 21 de desembre de 2008 | Kitt Peak            | Spacewatch               |
| 231600                | 2009 AA19              | 2 de gener de 2009     | Kitt Peak            | Spacewatch               |

## 231601-231700
| Nom             | Designació provisional | Data de descobriment   | Lloc de descobriment | Descobridor/s                                          |
| --------------- | ---------------------- | ---------------------- | -------------------- | ------------------------------------------------------ |
| 231601          | 2009 BW68              | 25 de gener de 2009    | Kitt Peak            | Spacewatch                                             |
| 231602          | 2009 BD31              | 31 de gener de 2009    | Mount Lemmon         | Mt. Lemmon Survey                                      |
| 231603          | 2009 CD16              | 1 de febrer de 2009    | Kitt Peak            | Spacewatch                                             |
| 231604          | 2009 FG74              | 31 de març de 2009     | Kitt Peak            | Spacewatch                                             |
| 231605          | 2009 HN60              | 21 d'abril de 2009     | Socorro              | LINEAR                                                 |
| 231606          | 2009 HN102             | 22 d'abril de 2009     | Mount Lemmon         | Mt. Lemmon Survey                                      |
| 231607          | 2009 JQ12              | 15 de maig de 2009     | La Sagra             | La Sagra                                               |
| 231608          | 2009 QK4               | 17 d'agost de 2009     | Catalina             | CSS                                                    |
| 231609          | 2009 RV                | 10 de setembre de 2009 | EAS OGS              | ESA OGS                                                |
| 231610          | 2009 RK12              | 12 de setembre de 2009 | Kitt Peak            | Spacewatch                                             |
| 231611          | 2009 RC62              | 14 de setembre de 2009 | Kitt Peak            | Spacewatch                                             |
| 231612          | 2009 RO64              | 15 de setembre de 2009 | Kitt Peak            | Spacewatch                                             |
| 231613          | 2009 SQ25              | 16 de setembre de 2009 | Kitt Peak            | Spacewatch                                             |
| 231614          | 2009 SQ38              | 16 de setembre de 2009 | Kitt Peak            | Spacewatch                                             |
| 231615          | 2009 SK78              | 18 de setembre de 2009 | Kitt Peak            | Spacewatch                                             |
| 231616          | 2009 SR96              | 19 de setembre de 2009 | Mount Lemmon         | Mt. Lemmon Survey                                      |
| 231617          | 2009 SW102             | 24 de setembre de 2009 | La Sagra             | La Sagra                                               |
| 231618          | 2009 SF104             | 25 de setembre de 2009 | Taunus               | S. Karge, R. Kling                                     |
| 231619          | 2009 SJ108             | 16 de setembre de 2009 | Mount Lemmon         | Mt. Lemmon Survey                                      |
| 231620          | 2009 SY128             | 18 de setembre de 2009 | Kitt Peak            | Spacewatch                                             |
| 231621          | 2009 SB132             | 18 de setembre de 2009 | Kitt Peak            | Spacewatch                                             |
| 231622          | 2009 SX159             | 20 de setembre de 2009 | Kitt Peak            | Spacewatch                                             |
| 231623          | 2009 SR207             | 23 de setembre de 2009 | Kitt Peak            | Spacewatch                                             |
| 231624          | 2009 SN232             | 19 de setembre de 2009 | Catalina             | CSS                                                    |
| 231625          | 2009 SO255             | 20 de setembre de 2009 | Catalina             | CSS                                                    |
| 231626          | 2009 SU258             | 21 de setembre de 2009 | Kitt Peak            | Spacewatch                                             |
| 231627          | 2009 SU345             | 19 de setembre de 2009 | Mount Lemmon         | Mt. Lemmon Survey                                      |
| 231628          | 2009 SY351             | 17 de setembre de 2009 | Kitt Peak            | Spacewatch                                             |
| 231629          | 2009 TH13              | 14 d'octubre de 2009   | Bisei SG Center      | BATTeRS                                                |
| 231630          | 2009 TW24              | 14 d'octubre de 2009   | Catalina             | CSS                                                    |
| 231631          | 2009 TV41              | 12 d'octubre de 2009   | La Sagra             | La Sagra                                               |
| 231632          | 2009 UZ12              | 17 d'octubre de 2009   | Mount Lemmon         | Mt. Lemmon Survey                                      |
| 231633          | 2009 UV26              | 21 d'octubre de 2009   | Catalina             | CSS                                                    |
| 231634          | 2009 UD36              | 22 d'octubre de 2009   | Mount Lemmon         | Mt. Lemmon Survey                                      |
| 231635          | 2009 UV71              | 23 d'octubre de 2009   | Kitt Peak            | Spacewatch                                             |
| 231636          | 2009 UP84              | 23 d'octubre de 2009   | Mount Lemmon         | Mt. Lemmon Survey                                      |
| 231637          | 2009 UK88              | 21 d'octubre de 2009   | Catalina             | CSS                                                    |
| 231638          | 2009 UY88              | 24 d'octubre de 2009   | Catalina             | CSS                                                    |
| 231639          | 2009 UC127             | 22 d'octubre de 2009   | Catalina             | CSS                                                    |
| 231640          | 2009 UJ129             | 24 d'octubre de 2009   | Catalina             | CSS                                                    |
| 231641          | 2009 UO138             | 18 d'octubre de 2009   | Siding Spring        | Siding Spring Survey                                   |
| 231642          | 2009 UY140             | 30 d'octubre de 2009   | Mount Lemmon         | Mt. Lemmon Survey                                      |
| 231643          | 2009 VJ2               | 9 de novembre de 2009  | Socorro              | LINEAR                                                 |
| 231644          | 2009 VV61              | 8 de novembre de 2009  | Kitt Peak            | Spacewatch                                             |
| 231645          | 2009 VQ88              | 10 de novembre de 2009 | Kitt Peak            | Spacewatch                                             |
| 231646          | 2009 VX103             | 10 de novembre de 2009 | Kitt Peak            | Spacewatch                                             |
| 231647          | 2009 VD110             | 9 de novembre de 2009  | Kitt Peak            | Spacewatch                                             |
| 231648          | 2009 VV112             | 8 de novembre de 2009  | Kitt Peak            | Spacewatch                                             |
| 231649 Korotkiy | 2009 WW                | 17 de novembre de 2009 | Tzec Maun            | A. Novichonok, D. Chestnov                             |
| 231650          | 2009 WZ8               | 18 de novembre de 2009 | Socorro              | LINEAR                                                 |
| 231651          | 2009 WE9               | 18 de novembre de 2009 | Socorro              | LINEAR                                                 |
| 231652          | 2009 WE24              | 18 de novembre de 2009 | Socorro              | LINEAR                                                 |
| 231653          | 2009 WH24              | 18 de novembre de 2009 | Socorro              | LINEAR                                                 |
| 231654          | 2009 WD163             | 21 de novembre de 2009 | Kitt Peak            | Spacewatch                                             |
| 231655          | 2009 WW164             | 21 de novembre de 2009 | Kitt Peak            | Spacewatch                                             |
| 231656          | 2009 WT165             | 21 de novembre de 2009 | Kitt Peak            | Spacewatch                                             |
| 231657          | 2009 WE166             | 21 de novembre de 2009 | Kitt Peak            | Spacewatch                                             |
| 231658          | 2009 WG183             | 23 de novembre de 2009 | Mount Lemmon         | Mt. Lemmon Survey                                      |
| 231659          | 2009 WE237             | 16 de novembre de 2009 | La Sagra             | La Sagra                                               |
| 231660          | 2009 XK2               | 11 de desembre de 2009 | Mayhill              | Mayhill                                                |
| 231661          | 2009 XQ19              | 15 de desembre de 2009 | Mount Lemmon         | Mt. Lemmon Survey                                      |
| 231662          | 2009 XO21              | 10 de desembre de 2009 | Mount Lemmon         | Mt. Lemmon Survey                                      |
| 231663          | 2009 XA22              | 9 de desembre de 2009  | La Sagra             | La Sagra                                               |
| 231664          | 2009 YL6               | 20 de desembre de 2009 | Mount Lemmon         | Mt. Lemmon Survey                                      |
| 231665          | 7602 P-L               | 17 d'octubre de 1960   | Palomar              | C. J. van Houten, I. van Houten-Groeneveld, T. Gehrels |
| 231666 Aisymnos | 1960 SX                | 24 de setembre de 1960 | Palomar              | L. D. Schmadel, R. M. Stoss                            |
| 231667          | 1981 EU5               | 7 de març de 1981      | Siding Spring        | S. J. Bus                                              |
| 231668          | 1981 EK28              | 6 de març de 1981      | Siding Spring        | S. J. Bus                                              |
| 231669          | 1993 FC50              | 19 de març de 1993     | La Silla             | UESAC                                                  |
| 231670          | 1993 UN5               | 20 d'octubre de 1993   | La Silla             | E. W. Elst                                             |
| 231671          | 1994 AH10              | 8 de gener de 1994     | Kitt Peak            | Spacewatch                                             |
| 231672          | 1994 EN4               | 5 de març de 1994      | Kitt Peak            | Spacewatch                                             |
| 231673          | 1994 LD6               | 3 de juny de 1994      | La Silla             | H. Debehogne                                           |
| 231674          | 1994 PG6               | 10 d'agost de 1994     | La Silla             | E. W. Elst                                             |
| 231675          | 1994 RV5               | 12 de setembre de 1994 | Kitt Peak            | Spacewatch                                             |
| 231676          | 1995 BU10              | 29 de gener de 1995    | Kitt Peak            | Spacewatch                                             |
| 231677          | 1995 FT19              | 31 de març de 1995     | Kitt Peak            | Spacewatch                                             |
| 231678          | 1995 QC1               | 19 d'agost de 1995     | Xinglong             | Beijing Schmidt CCD Asteroid Program                   |
| 231679          | 1995 QE1               | 19 d'agost de 1995     | Xinglong             | Beijing Schmidt CCD Asteroid Program                   |
| 231680          | 1995 SW6               | 17 de setembre de 1995 | Kitt Peak            | Spacewatch                                             |
| 231681          | 1995 SX39              | 25 de setembre de 1995 | Kitt Peak            | Spacewatch                                             |
| 231682          | 1995 UK16              | 17 d'octubre de 1995   | Kitt Peak            | Spacewatch                                             |
| 231683          | 1995 UD67              | 18 d'octubre de 1995   | Kitt Peak            | Spacewatch                                             |
| 231684          | 1996 BV7               | 19 de gener de 1996    | Kitt Peak            | Spacewatch                                             |
| 231685          | 1996 GL5               | 11 d'abril de 1996     | Kitt Peak            | Spacewatch                                             |
| 231686          | 1996 TG16              | 4 d'octubre de 1996    | Kitt Peak            | Spacewatch                                             |
| 231687          | 1996 TV47              | 12 d'octubre de 1996   | Kitt Peak            | Spacewatch                                             |
| 231688          | 1996 VG1               | 7 de novembre de 1996  | Prescott             | P. G. Comba                                            |
| 231689          | 1996 VV37              | 14 de novembre de 1996 | Kitt Peak            | Spacewatch                                             |
| 231690          | 1997 GA29              | 8 d'abril de 1997      | Kitt Peak            | Spacewatch                                             |
| 231691          | 1997 RX10              | 3 de setembre de 1997  | Caussols             | ODAS                                                   |
| 231692          | 1997 WK14              | 22 de novembre de 1997 | Kitt Peak            | Spacewatch                                             |
| 231693          | 1998 DR33              | 27 de febrer de 1998   | La Silla             | E. W. Elst                                             |
| 231694          | 1998 HJ16              | 22 d'abril de 1998     | Kitt Peak            | Spacewatch                                             |
| 231695          | 1998 HY41              | 24 d'abril de 1998     | Kitt Peak            | Spacewatch                                             |
| 231696          | 1998 HV127             | 18 d'abril de 1998     | Socorro              | LINEAR                                                 |
| 231697          | 1998 MW23              | 25 de juny de 1998     | Kitt Peak            | Spacewatch                                             |
| 231698          | 1998 QC2               | 19 d'agost de 1998     | Klet                 | M. Tichy, Z. Moravec                                   |
| 231699          | 1998 QD85              | 24 d'agost de 1998     | Socorro              | LINEAR                                                 |
| 231700          | 1998 SU12              | 23 de setembre de 1998 | Catalina             | CSS                                                    |

## 231701-231800
| Nom    | Designació provisional | Data de descobriment   | Lloc de descobriment | Descobridor/s            |
| ------ | ---------------------- | ---------------------- | -------------------- | ------------------------ |
| 231701 | 1998 SB21              | 21 de setembre de 1998 | Kitt Peak            | Spacewatch               |
| 231702 | 1998 SJ45              | 25 de setembre de 1998 | Kitt Peak            | Spacewatch               |
| 231703 | 1998 SE46              | 25 de setembre de 1998 | Kitt Peak            | Spacewatch               |
| 231704 | 1998 SP103             | 26 de setembre de 1998 | Socorro              | LINEAR                   |
| 231705 | 1998 SX118             | 26 de setembre de 1998 | Socorro              | LINEAR                   |
| 231706 | 1998 SH132             | 26 de setembre de 1998 | Socorro              | LINEAR                   |
| 231707 | 1998 TP                | 10 d'octubre de 1998   | Goodricke-Pigott     | R. A. Tucker             |
| 231708 | 1998 UJ11              | 17 d'octubre de 1998   | Kitt Peak            | Spacewatch               |
| 231709 | 1998 UK41              | 28 d'octubre de 1998   | Socorro              | LINEAR                   |
| 231710 | 1998 UL41              | 28 d'octubre de 1998   | Socorro              | LINEAR                   |
| 231711 | 1998 VS56              | 11 de novembre de 1998 | Anderson Mesa        | LONEOS                   |
| 231712 | 1998 WZ4               | 19 de novembre de 1998 | Catalina             | CSS                      |
| 231713 | 1998 YQ20              | 25 de desembre de 1998 | Kitt Peak            | Spacewatch               |
| 231714 | 1999 AZ12              | 7 de gener de 1999     | Kitt Peak            | Spacewatch               |
| 231715 | 1999 AB14              | 8 de gener de 1999     | Kitt Peak            | Spacewatch               |
| 231716 | 1999 BT2               | 18 de gener de 1999    | Oizumi               | T. Kobayashi             |
| 231717 | 1999 CK9               | 12 de febrer de 1999   | Oohira               | T. Urata                 |
| 231718 | 1999 CV11              | 12 de febrer de 1999   | Socorro              | LINEAR                   |
| 231719 | 1999 CS57              | 10 de febrer de 1999   | Socorro              | LINEAR                   |
| 231720 | 1999 CF78              | 12 de febrer de 1999   | Socorro              | LINEAR                   |
| 231721 | 1999 CW78              | 12 de febrer de 1999   | Socorro              | LINEAR                   |
| 231722 | 1999 CB115             | 12 de febrer de 1999   | Socorro              | LINEAR                   |
| 231723 | 1999 CH137             | 9 de febrer de 1999    | Kitt Peak            | Spacewatch               |
| 231724 | 1999 CY146             | 9 de febrer de 1999    | Kitt Peak            | Spacewatch               |
| 231725 | 1999 CL156             | 8 de febrer de 1999    | Kitt Peak            | Spacewatch               |
| 231726 | 1999 EU                | 6 de març de 1999      | Kitt Peak            | Spacewatch               |
| 231727 | 1999 EO1               | 6 de març de 1999      | Kitt Peak            | Spacewatch               |
| 231728 | 1999 EE7               | 15 de març de 1999     | Socorro              | LINEAR                   |
| 231729 | 1999 ER14              | 14 de març de 1999     | Kitt Peak            | Spacewatch               |
| 231730 | 1999 FL12              | 18 de març de 1999     | Kitt Peak            | Spacewatch               |
| 231731 | 1999 FT66              | 20 de març de 1999     | Apache Point         | Sloan Digital Sky Survey |
| 231732 | 1999 GD7               | 15 d'abril de 1999     | Bergisch Gladbac     | W. Bickel                |
| 231733 | 1999 GU54              | 6 d'abril de 1999      | Kitt Peak            | Spacewatch               |
| 231734 | 1999 KQ2               | 16 de maig de 1999     | Kitt Peak            | Spacewatch               |
| 231735 | 1999 LE15              | 12 de juny de 1999     | Socorro              | LINEAR                   |
| 231736 | 1999 MD                | 16 de juny de 1999     | Kitt Peak            | Spacewatch               |
| 231737 | 1999 NA54              | 12 de juliol de 1999   | Socorro              | LINEAR                   |
| 231738 | 1999 RK24              | 7 de setembre de 1999  | Socorro              | LINEAR                   |
| 231739 | 1999 RA106             | 8 de setembre de 1999  | Socorro              | LINEAR                   |
| 231740 | 1999 RD111             | 8 de setembre de 1999  | Socorro              | LINEAR                   |
| 231741 | 1999 RX141             | 9 de setembre de 1999  | Socorro              | LINEAR                   |
| 231742 | 1999 RC156             | 9 de setembre de 1999  | Socorro              | LINEAR                   |
| 231743 | 1999 RL168             | 9 de setembre de 1999  | Socorro              | LINEAR                   |
| 231744 | 1999 RT195             | 8 de setembre de 1999  | Socorro              | LINEAR                   |
| 231745 | 1999 RR214             | 15 de setembre de 1999 | Klet                 | Klet                     |
| 231746 | 1999 TO49              | 4 d'octubre de 1999    | Kitt Peak            | Spacewatch               |
| 231747 | 1999 TF52              | 4 d'octubre de 1999    | Kitt Peak            | Spacewatch               |
| 231748 | 1999 TR137             | 6 d'octubre de 1999    | Socorro              | LINEAR                   |
| 231749 | 1999 TN152             | 7 d'octubre de 1999    | Socorro              | LINEAR                   |
| 231750 | 1999 TE158             | 7 d'octubre de 1999    | Socorro              | LINEAR                   |
| 231751 | 1999 TA167             | 10 d'octubre de 1999   | Socorro              | LINEAR                   |
| 231752 | 1999 TF173             | 10 d'octubre de 1999   | Socorro              | LINEAR                   |
| 231753 | 1999 TA199             | 12 d'octubre de 1999   | Socorro              | LINEAR                   |
| 231754 | 1999 TL202             | 13 d'octubre de 1999   | Socorro              | LINEAR                   |
| 231755 | 1999 TP249             | 9 d'octubre de 1999    | Catalina             | CSS                      |
| 231756 | 1999 TP269             | 3 d'octubre de 1999    | Socorro              | LINEAR                   |
| 231757 | 1999 TJ319             | 9 d'octubre de 1999    | Socorro              | LINEAR                   |
| 231758 | 1999 TO320             | 10 d'octubre de 1999   | Socorro              | LINEAR                   |
| 231759 | 1999 TX320             | 10 d'octubre de 1999   | Socorro              | LINEAR                   |
| 231760 | 1999 UP11              | 31 d'octubre de 1999   | Socorro              | LINEAR                   |
| 231761 | 1999 UE21              | 31 d'octubre de 1999   | Kitt Peak            | Spacewatch               |
| 231762 | 1999 UT21              | 31 d'octubre de 1999   | Kitt Peak            | Spacewatch               |
| 231763 | 1999 UH36              | 16 d'octubre de 1999   | Kitt Peak            | Spacewatch               |
| 231764 | 1999 VB24              | 8 de novembre de 1999  | Mallorca             | R. Pacheco, A. Lopez     |
| 231765 | 1999 VH44              | 3 de novembre de 1999  | Catalina             | CSS                      |
| 231766 | 1999 VL74              | 4 de novembre de 1999  | Kitt Peak            | Spacewatch               |
| 231767 | 1999 VS98              | 9 de novembre de 1999  | Socorro              | LINEAR                   |
| 231768 | 1999 VR118             | 9 de novembre de 1999  | Kitt Peak            | Spacewatch               |
| 231769 | 1999 VS150             | 14 de novembre de 1999 | Socorro              | LINEAR                   |
| 231770 | 1999 VX151             | 9 de novembre de 1999  | Kitt Peak            | Spacewatch               |
| 231771 | 1999 VW154             | 13 de novembre de 1999 | Kitt Peak            | Spacewatch               |
| 231772 | 1999 VY185             | 15 de novembre de 1999 | Socorro              | LINEAR                   |
| 231773 | 1999 VP189             | 15 de novembre de 1999 | Socorro              | LINEAR                   |
| 231774 | 1999 WH12              | 28 de novembre de 1999 | Kitt Peak            | Spacewatch               |
| 231775 | 1999 XM10              | 5 de desembre de 1999  | Catalina             | CSS                      |
| 231776 | 1999 XM127             | 10 de desembre de 1999 | Eskridge             | G. Hug, G. Bell          |
| 231777 | 1999 XM128             | 7 de desembre de 1999  | Socorro              | LINEAR                   |
| 231778 | 1999 XQ217             | 13 de desembre de 1999 | Kitt Peak            | Spacewatch               |
| 231779 | 2000 AT5               | 3 de gener de 2000     | Kitt Peak            | Spacewatch               |
| 231780 | 2000 BW40              | 29 de gener de 2000    | Kitt Peak            | Spacewatch               |
| 231781 | 2000 CO7               | 2 de febrer de 2000    | Socorro              | LINEAR                   |
| 231782 | 2000 CV14              | 2 de febrer de 2000    | Socorro              | LINEAR                   |
| 231783 | 2000 CR15              | 2 de febrer de 2000    | Socorro              | LINEAR                   |
| 231784 | 2000 CA24              | 2 de febrer de 2000    | Socorro              | LINEAR                   |
| 231785 | 2000 CF40              | 4 de febrer de 2000    | Socorro              | LINEAR                   |
| 231786 | 2000 CU97              | 9 de febrer de 2000    | Siding Spring        | R. H. McNaught           |
| 231787 | 2000 CW99              | 8 de febrer de 2000    | Kitt Peak            | Spacewatch               |
| 231788 | 2000 CH101             | 12 de febrer de 2000   | Kitt Peak            | Spacewatch               |
| 231789 | 2000 CA131             | 3 de febrer de 2000    | Kitt Peak            | Spacewatch               |
| 231790 | 2000 CH134             | 4 de febrer de 2000    | Kitt Peak            | Spacewatch               |
| 231791 | 2000 DB5               | 28 de febrer de 2000   | Socorro              | LINEAR                   |
| 231792 | 2000 DH8               | 26 de febrer de 2000   | Catalina             | CSS                      |
| 231793 | 2000 DX8               | 26 de febrer de 2000   | Kitt Peak            | Spacewatch               |
| 231794 | 2000 DW13              | 28 de febrer de 2000   | Kitt Peak            | Spacewatch               |
| 231795 | 2000 DT62              | 29 de febrer de 2000   | Socorro              | LINEAR                   |
| 231796 | 2000 DU63              | 29 de febrer de 2000   | Socorro              | LINEAR                   |
| 231797 | 2000 DB92              | 27 de febrer de 2000   | Kitt Peak            | Spacewatch               |
| 231798 | 2000 EP2               | 3 de març de 2000      | Socorro              | LINEAR                   |
| 231799 | 2000 EW9               | 3 de març de 2000      | Socorro              | LINEAR                   |
| 231800 | 2000 ES19              | 5 de març de 2000      | Socorro              | LINEAR                   |

## 231801-231900
| Nom    | Designació provisional | Data de descobriment   | Lloc de descobriment | Descobridor/s            |
| ------ | ---------------------- | ---------------------- | -------------------- | ------------------------ |
| 231801 | 2000 EB20              | 6 de març de 2000      | Visnjan              | K. Korlevic              |
| 231802 | 2000 ED52              | 3 de març de 2000      | Kitt Peak            | Spacewatch               |
| 231803 | 2000 ES96              | 12 de març de 2000     | Socorro              | LINEAR                   |
| 231804 | 2000 EJ106             | 11 de març de 2000     | Anderson Mesa        | LONEOS                   |
| 231805 | 2000 EQ115             | 10 de març de 2000     | Kitt Peak            | Spacewatch               |
| 231806 | 2000 EH123             | 11 de març de 2000     | Anderson Mesa        | LONEOS                   |
| 231807 | 2000 EZ146             | 4 de març de 2000      | Socorro              | LINEAR                   |
| 231808 | 2000 ES166             | 4 de març de 2000      | Socorro              | LINEAR                   |
| 231809 | 2000 FP22              | 29 de març de 2000     | Socorro              | LINEAR                   |
| 231810 | 2000 FX28              | 27 de març de 2000     | Anderson Mesa        | LONEOS                   |
| 231811 | 2000 GQ21              | 5 d'abril de 2000      | Socorro              | LINEAR                   |
| 231812 | 2000 GV25              | 5 d'abril de 2000      | Socorro              | LINEAR                   |
| 231813 | 2000 GJ43              | 5 d'abril de 2000      | Socorro              | LINEAR                   |
| 231814 | 2000 GT74              | 5 d'abril de 2000      | Socorro              | LINEAR                   |
| 231815 | 2000 GQ118             | 3 d'abril de 2000      | Kitt Peak            | Spacewatch               |
| 231816 | 2000 GC145             | 7 d'abril de 2000      | Kitt Peak            | Spacewatch               |
| 231817 | 2000 GH150             | 5 d'abril de 2000      | Socorro              | LINEAR                   |
| 231818 | 2000 GX150             | 5 d'abril de 2000      | Socorro              | LINEAR                   |
| 231819 | 2000 HH80              | 28 d'abril de 2000     | Anderson Mesa        | LONEOS                   |
| 231820 | 2000 HH96              | 28 d'abril de 2000     | Anderson Mesa        | LONEOS                   |
| 231821 | 2000 HS96              | 28 d'abril de 2000     | Anderson Mesa        | LONEOS                   |
| 231822 | 2000 HP103             | 27 d'abril de 2000     | Anderson Mesa        | LONEOS                   |
| 231823 | 2000 JL6               | 3 de maig de 2000      | Socorro              | LINEAR                   |
| 231824 | 2000 JU44              | 7 de maig de 2000      | Socorro              | LINEAR                   |
| 231825 | 2000 JW75              | 6 de maig de 2000      | Socorro              | LINEAR                   |
| 231826 | 2000 JW91              | 4 de maig de 2000      | Apache Point         | Sloan Digital Sky Survey |
| 231827 | 2000 KG49              | 30 de maig de 2000     | Kitt Peak            | Spacewatch               |
| 231828 | 2000 KV59              | 25 de maig de 2000     | Anderson Mesa        | LONEOS                   |
| 231829 | 2000 KZ65              | 27 de maig de 2000     | Anderson Mesa        | LONEOS                   |
| 231830 | 2000 LW1               | 4 de juny de 2000      | Socorro              | LINEAR                   |
| 231831 | 2000 OR10              | 23 de juliol de 2000   | Socorro              | LINEAR                   |
| 231832 | 2000 OG69              | 31 de juliol de 2000   | Cerro Tololo         | M. W. Buie               |
| 231833 | 2000 PK27              | 3 d'agost de 2000      | Kitt Peak            | Spacewatch               |
| 231834 | 2000 QC2               | 24 d'agost de 2000     | Socorro              | LINEAR                   |
| 231835 | 2000 QS11              | 24 d'agost de 2000     | Socorro              | LINEAR                   |
| 231836 | 2000 QV112             | 24 d'agost de 2000     | Socorro              | LINEAR                   |
| 231837 | 2000 QD117             | 29 d'agost de 2000     | Socorro              | LINEAR                   |
| 231838 | 2000 QA161             | 31 d'agost de 2000     | Socorro              | LINEAR                   |
| 231839 | 2000 QX164             | 31 d'agost de 2000     | Socorro              | LINEAR                   |
| 231840 | 2000 QZ225             | 31 d'agost de 2000     | Goodricke-Pigott     | R. A. Tucker             |
| 231841 | 2000 QT232             | 25 d'agost de 2000     | Cerro Tololo         | M. W. Buie               |
| 231842 | 2000 QW242             | 27 d'agost de 2000     | Cerro Tololo         | M. W. Buie               |
| 231843 | 2000 RZ62              | 2 de setembre de 2000  | Socorro              | LINEAR                   |
| 231844 | 2000 RZ74              | 3 de setembre de 2000  | Socorro              | LINEAR                   |
| 231845 | 2000 RV81              | 1 de setembre de 2000  | Socorro              | LINEAR                   |
| 231846 | 2000 RC85              | 2 de setembre de 2000  | Anderson Mesa        | LONEOS                   |
| 231847 | 2000 RJ87              | 2 de setembre de 2000  | Anderson Mesa        | LONEOS                   |
| 231848 | 2000 SR31              | 24 de setembre de 2000 | Socorro              | LINEAR                   |
| 231849 | 2000 SB41              | 24 de setembre de 2000 | Socorro              | LINEAR                   |
| 231850 | 2000 SB48              | 23 de setembre de 2000 | Socorro              | LINEAR                   |
| 231851 | 2000 SV61              | 24 de setembre de 2000 | Socorro              | LINEAR                   |
| 231852 | 2000 SX94              | 23 de setembre de 2000 | Socorro              | LINEAR                   |
| 231853 | 2000 SK100             | 23 de setembre de 2000 | Socorro              | LINEAR                   |
| 231854 | 2000 SE130             | 22 de setembre de 2000 | Socorro              | LINEAR                   |
| 231855 | 2000 SF138             | 23 de setembre de 2000 | Socorro              | LINEAR                   |
| 231856 | 2000 SJ138             | 23 de setembre de 2000 | Socorro              | LINEAR                   |
| 231857 | 2000 SB154             | 24 de setembre de 2000 | Socorro              | LINEAR                   |
| 231858 | 2000 SZ165             | 23 de setembre de 2000 | Socorro              | LINEAR                   |
| 231859 | 2000 SM167             | 23 de setembre de 2000 | Socorro              | LINEAR                   |
| 231860 | 2000 SZ185             | 21 de setembre de 2000 | Kitt Peak            | Spacewatch               |
| 231861 | 2000 SO236             | 24 de setembre de 2000 | Socorro              | LINEAR                   |
| 231862 | 2000 SC251             | 24 de setembre de 2000 | Socorro              | LINEAR                   |
| 231863 | 2000 SJ261             | 24 de setembre de 2000 | Socorro              | LINEAR                   |
| 231864 | 2000 SD272             | 28 de setembre de 2000 | Socorro              | LINEAR                   |
| 231865 | 2000 SY318             | 26 de setembre de 2000 | Socorro              | LINEAR                   |
| 231866 | 2000 SF319             | 26 de setembre de 2000 | Socorro              | LINEAR                   |
| 231867 | 2000 SW346             | 27 de setembre de 2000 | Socorro              | LINEAR                   |
| 231868 | 2000 SY354             | 29 de setembre de 2000 | Anderson Mesa        | LONEOS                   |
| 231869 | 2000 SG364             | 20 de setembre de 2000 | Socorro              | LINEAR                   |
| 231870 | 2000 SZ364             | 21 de setembre de 2000 | Anderson Mesa        | LONEOS                   |
| 231871 | 2000 TD13              | 1 d'octubre de 2000    | Socorro              | LINEAR                   |
| 231872 | 2000 TJ25              | 2 d'octubre de 2000    | Socorro              | LINEAR                   |
| 231873 | 2000 TB52              | 1 d'octubre de 2000    | Socorro              | LINEAR                   |
| 231874 | 2000 UP3               | 24 d'octubre de 2000   | Socorro              | LINEAR                   |
| 231875 | 2000 UZ15              | 24 d'octubre de 2000   | Socorro              | LINEAR                   |
| 231876 | 2000 UV43              | 24 d'octubre de 2000   | Socorro              | LINEAR                   |
| 231877 | 2000 UH66              | 25 d'octubre de 2000   | Socorro              | LINEAR                   |
| 231878 | 2000 UC77              | 24 d'octubre de 2000   | Socorro              | LINEAR                   |
| 231879 | 2000 UA93              | 25 d'octubre de 2000   | Socorro              | LINEAR                   |
| 231880 | 2000 UU112             | 21 d'octubre de 2000   | Kitt Peak            | Spacewatch               |
| 231881 | 2000 UF114             | 25 d'octubre de 2000   | Socorro              | LINEAR                   |
| 231882 | 2000 VO                | 1 de novembre de 2000  | Kitt Peak            | Spacewatch               |
| 231883 | 2000 VS2               | 2 de novembre de 2000  | Ondrejov             | P. Kusnirak, P. Pravec   |
| 231884 | 2000 VE6               | 1 de novembre de 2000  | Socorro              | LINEAR                   |
| 231885 | 2000 VH15              | 1 de novembre de 2000  | Socorro              | LINEAR                   |
| 231886 | 2000 VK26              | 1 de novembre de 2000  | Socorro              | LINEAR                   |
| 231887 | 2000 VR48              | 2 de novembre de 2000  | Socorro              | LINEAR                   |
| 231888 | 2000 VR57              | 3 de novembre de 2000  | Socorro              | LINEAR                   |
| 231889 | 2000 WW14              | 20 de novembre de 2000 | Socorro              | LINEAR                   |
| 231890 | 2000 WM39              | 20 de novembre de 2000 | Socorro              | LINEAR                   |
| 231891 | 2000 WJ42              | 21 de novembre de 2000 | Socorro              | LINEAR                   |
| 231892 | 2000 WG70              | 19 de novembre de 2000 | Socorro              | LINEAR                   |
| 231893 | 2000 WS73              | 20 de novembre de 2000 | Socorro              | LINEAR                   |
| 231894 | 2000 WN85              | 20 de novembre de 2000 | Socorro              | LINEAR                   |
| 231895 | 2000 WU113             | 20 de novembre de 2000 | Socorro              | LINEAR                   |
| 231896 | 2000 WY117             | 20 de novembre de 2000 | Socorro              | LINEAR                   |
| 231897 | 2000 WM138             | 21 de novembre de 2000 | Socorro              | LINEAR                   |
| 231898 | 2000 WX147             | 28 de novembre de 2000 | Kitt Peak            | Spacewatch               |
| 231899 | 2000 WX156             | 30 de novembre de 2000 | Socorro              | LINEAR                   |
| 231900 | 2000 WT180             | 29 de novembre de 2000 | Anderson Mesa        | LONEOS                   |

## 231901-232000
| Nom    | Designació provisional | Data de descobriment   | Lloc de descobriment | Descobridor/s    |
| ------ | ---------------------- | ---------------------- | -------------------- | ---------------- |
| 231901 | 2000 XV22              | 4 de desembre de 2000  | Socorro              | LINEAR           |
| 231902 | 2000 XO26              | 4 de desembre de 2000  | Socorro              | LINEAR           |
| 231903 | 2000 XT39              | 4 de desembre de 2000  | Socorro              | LINEAR           |
| 231904 | 2000 XY50              | 6 de desembre de 2000  | Socorro              | LINEAR           |
| 231905 | 2000 YL                | 16 de desembre de 2000 | Socorro              | LINEAR           |
| 231906 | 2000 YN9               | 22 de desembre de 2000 | Kitt Peak            | Spacewatch       |
| 231907 | 2000 YX39              | 30 de desembre de 2000 | Socorro              | LINEAR           |
| 231908 | 2000 YP47              | 30 de desembre de 2000 | Socorro              | LINEAR           |
| 231909 | 2000 YY72              | 30 de desembre de 2000 | Socorro              | LINEAR           |
| 231910 | 2000 YU91              | 30 de desembre de 2000 | Socorro              | LINEAR           |
| 231911 | 2000 YW92              | 30 de desembre de 2000 | Socorro              | LINEAR           |
| 231912 | 2000 YP108             | 30 de desembre de 2000 | Socorro              | LINEAR           |
| 231913 | 2000 YH138             | 26 de desembre de 2000 | Haleakala            | NEAT             |
| 231914 | 2000 YT140             | 19 de desembre de 2000 | Kitt Peak            | Deep Lens Survey |
| 231915 | 2001 AJ                | 1 de gener de 2001     | Kitt Peak            | Spacewatch       |
| 231916 | 2001 AS45              | 15 de gener de 2001    | Socorro              | LINEAR           |
| 231917 | 2001 BZ25              | 20 de gener de 2001    | Socorro              | LINEAR           |
| 231918 | 2001 BR56              | 19 de gener de 2001    | Socorro              | LINEAR           |
| 231919 | 2001 BA77              | 26 de gener de 2001    | Socorro              | LINEAR           |
| 231920 | 2001 BQ78              | 23 de gener de 2001    | Kitt Peak            | Spacewatch       |
| 231921 | 2001 CK16              | 1 de febrer de 2001    | Socorro              | LINEAR           |
| 231922 | 2001 CX25              | 1 de febrer de 2001    | Socorro              | LINEAR           |
| 231923 | 2001 CY32              | 13 de febrer de 2001   | Socorro              | LINEAR           |
| 231924 | 2001 CL37              | 15 de febrer de 2001   | Klet                 | Klet             |
| 231925 | 2001 CK39              | 13 de febrer de 2001   | Socorro              | LINEAR           |
| 231926 | 2001 CQ49              | 1 de febrer de 2001    | Socorro              | LINEAR           |
| 231927 | 2001 DU30              | 17 de febrer de 2001   | Socorro              | LINEAR           |
| 231928 | 2001 DY34              | 19 de febrer de 2001   | Socorro              | LINEAR           |
| 231929 | 2001 DP42              | 19 de febrer de 2001   | Socorro              | LINEAR           |
| 231930 | 2001 DG67              | 19 de febrer de 2001   | Socorro              | LINEAR           |
| 231931 | 2001 DF75              | 20 de febrer de 2001   | Socorro              | LINEAR           |
| 231932 | 2001 DN76              | 20 de febrer de 2001   | Socorro              | LINEAR           |
| 231933 | 2001 DO100             | 16 de febrer de 2001   | Kitt Peak            | Spacewatch       |
| 231934 | 2001 EB11              | 2 de març de 2001      | Haleakala            | NEAT             |
| 231935 | 2001 FO                | 16 de març de 2001     | Socorro              | LINEAR           |
| 231936 | 2001 FR7               | 19 de març de 2001     | Kitt Peak            | Spacewatch       |
| 231937 | 2001 FO32              | 23 de març de 2001     | Socorro              | LINEAR           |
| 231938 | 2001 FU104             | 18 de març de 2001     | Anderson Mesa        | LONEOS           |
| 231939 | 2001 FB129             | 30 de març de 2001     | Socorro              | LINEAR           |
| 231940 | 2001 FF141             | 23 de març de 2001     | Anderson Mesa        | LONEOS           |
| 231941 | 2001 FD142             | 23 de març de 2001     | Anderson Mesa        | LONEOS           |
| 231942 | 2001 FP170             | 24 de març de 2001     | Anderson Mesa        | LONEOS           |
| 231943 | 2001 FM172             | 24 de març de 2001     | Haleakala            | NEAT             |
| 231944 | 2001 HC44              | 16 d'abril de 2001     | Anderson Mesa        | LONEOS           |
| 231945 | 2001 HY57              | 25 d'abril de 2001     | Anderson Mesa        | LONEOS           |
| 231946 | 2001 KT1               | 18 de maig de 2001     | Goodricke-Pigott     | R. A. Tucker     |
| 231947 | 2001 KU19              | 22 de maig de 2001     | Socorro              | LINEAR           |
| 231948 | 2001 KB66              | 22 de maig de 2001     | Anderson Mesa        | LONEOS           |
| 231949 | 2001 NY5               | 13 de juliol de 2001   | Palomar              | NEAT             |
| 231950 | 2001 NW11              | 13 de juliol de 2001   | Palomar              | NEAT             |
| 231951 | 2001 OY6               | 17 de juliol de 2001   | Anderson Mesa        | LONEOS           |
| 231952 | 2001 OS15              | 18 de juliol de 2001   | Palomar              | NEAT             |
| 231953 | 2001 OT25              | 18 de juliol de 2001   | Haleakala            | NEAT             |
| 231954 | 2001 OM42              | 22 de juliol de 2001   | Palomar              | NEAT             |
| 231955 | 2001 OY50              | 21 de juliol de 2001   | Palomar              | NEAT             |
| 231956 | 2001 OQ58              | 20 de juliol de 2001   | Palomar              | NEAT             |
| 231957 | 2001 ON87              | 29 de juliol de 2001   | Palomar              | NEAT             |
| 231958 | 2001 PF28              | 14 d'agost de 2001     | Haleakala            | NEAT             |
| 231959 | 2001 PT57              | 14 d'agost de 2001     | Haleakala            | NEAT             |
| 231960 | 2001 QA3               | 16 d'agost de 2001     | Socorro              | LINEAR           |
| 231961 | 2001 QS5               | 16 d'agost de 2001     | Socorro              | LINEAR           |
| 231962 | 2001 QX5               | 16 d'agost de 2001     | Socorro              | LINEAR           |
| 231963 | 2001 QU6               | 16 d'agost de 2001     | Socorro              | LINEAR           |
| 231964 | 2001 QT12              | 16 d'agost de 2001     | Socorro              | LINEAR           |
| 231965 | 2001 QP44              | 16 d'agost de 2001     | Socorro              | LINEAR           |
| 231966 | 2001 QZ45              | 16 d'agost de 2001     | Socorro              | LINEAR           |
| 231967 | 2001 QP48              | 16 d'agost de 2001     | Socorro              | LINEAR           |
| 231968 | 2001 QT80              | 17 d'agost de 2001     | Socorro              | LINEAR           |
| 231969 | 2001 QD94              | 24 d'agost de 2001     | Pic du Midi          | Pic du Midi      |
| 231970 | 2001 QE101             | 17 d'agost de 2001     | La Palma             | R. Greimel       |
| 231971 | 2001 QA108             | 23 d'agost de 2001     | Anderson Mesa        | LONEOS           |
| 231972 | 2001 QP108             | 17 d'agost de 2001     | Needville            | Needville        |
| 231973 | 2001 QP114             | 17 d'agost de 2001     | Socorro              | LINEAR           |
| 231974 | 2001 QS124             | 19 d'agost de 2001     | Socorro              | LINEAR           |
| 231975 | 2001 QX129             | 20 d'agost de 2001     | Socorro              | LINEAR           |
| 231976 | 2001 QB131             | 20 d'agost de 2001     | Socorro              | LINEAR           |
| 231977 | 2001 QH156             | 23 d'agost de 2001     | Anderson Mesa        | LONEOS           |
| 231978 | 2001 QV173             | 25 d'agost de 2001     | Socorro              | LINEAR           |
| 231979 | 2001 QO200             | 22 d'agost de 2001     | Palomar              | NEAT             |
| 231980 | 2001 QJ208             | 23 d'agost de 2001     | Anderson Mesa        | LONEOS           |
| 231981 | 2001 QU219             | 23 d'agost de 2001     | Socorro              | LINEAR           |
| 231982 | 2001 QP249             | 24 d'agost de 2001     | Socorro              | LINEAR           |
| 231983 | 2001 QC296             | 24 d'agost de 2001     | Socorro              | LINEAR           |
| 231984 | 2001 QX330             | 28 d'agost de 2001     | Anderson Mesa        | LONEOS           |
| 231985 | 2001 QT333             | 27 d'agost de 2001     | Palomar              | NEAT             |
| 231986 | 2001 RY14              | 10 de setembre de 2001 | Socorro              | LINEAR           |
| 231987 | 2001 RV29              | 7 de setembre de 2001  | Socorro              | LINEAR           |
| 231988 | 2001 RC31              | 7 de setembre de 2001  | Socorro              | LINEAR           |
| 231989 | 2001 RJ34              | 8 de setembre de 2001  | Socorro              | LINEAR           |
| 231990 | 2001 RN79              | 10 de setembre de 2001 | Socorro              | LINEAR           |
| 231991 | 2001 RE101             | 12 de setembre de 2001 | Socorro              | LINEAR           |
| 231992 | 2001 RK102             | 12 de setembre de 2001 | Socorro              | LINEAR           |
| 231993 | 2001 RQ105             | 12 de setembre de 2001 | Socorro              | LINEAR           |
| 231994 | 2001 RC112             | 12 de setembre de 2001 | Socorro              | LINEAR           |
| 231995 | 2001 RO151             | 11 de setembre de 2001 | Anderson Mesa        | LONEOS           |
| 231996 | 2001 SE3               | 17 de setembre de 2001 | Desert Eagle         | W. K. Y. Yeung   |
| 231997 | 2001 SR31              | 16 de setembre de 2001 | Socorro              | LINEAR           |
| 231998 | 2001 ST37              | 16 de setembre de 2001 | Socorro              | LINEAR           |
| 231999 | 2001 SE52              | 16 de setembre de 2001 | Socorro              | LINEAR           |
| 232000 | 2001 SC70              | 17 de setembre de 2001 | Socorro              | LINEAR           |